# تاريخ إسبانيا (1810–1873)
كان وضع إسبانيا في القرن 19 هي حالة من الفوضى والاضطراب. فقد احتلها نابليون في الفترة بين عامي 1808-1814، ثم تلتها«حرب الاستقلال» التي دمرتها بالكامل. ثم انتشر فيها الأفكار القومية الإسبانية الناشئة. وجاء عصر الرجعية ضد الفكر الليبرالي المرتبط بفرنسا الثورية والتي جسدها حكم فيرناندو السابع و- إلى حد أقل - ابنته إيزابيل الثانية. وفقد فيرناندو خلال حكمه مستعمرات اسبانيا في العالم الجديد، باستثناء كوبا وبورتوريكو في عقدي 1810 و 1820. ثم اندلعت سلسلة من الحروب الأهلية في إسبانيا ألب فيها الليبراليين ثم الجمهوريون الإسبان ضد حكم المحافظين، وبلغت ذروتها في الحروب الكارلية بين اعتدال الملكة إيزابيلا ورجعية عمها إنفانتي كارلوس. وكذلك سخط جهات عديدة على حكومة إيزابيلا أدت إلى تكرار التدخل العسكري في الشؤون السياسية وجرت عدة محاولات انقلاب ضد الحكومة. نجحت منهما إثنتان، هما «ثورة فيكالفارو» المعتدلة سنة 1854 و (الثورة المجيدة) الأكثر راديكالية في سنة 1868. وقد أنهت الثورة الأخيرة حكم إيزابيل الملكي. ثم أتت فترة قصيرة من حكم الملك الليبرالي أماديو الأول الذي انتهى بتأسيس الجمهورية الإسبانية الأولى، ثم حل محلها في سنة 1874 حكم ألفونسو الثاني عشر المعتدل والمحبوب شعبيا، والذي جلب إلى إسبانيا فترة من الاستقرار والإصلاح.

## أول مجلس وطني إسباني (1810–1814)

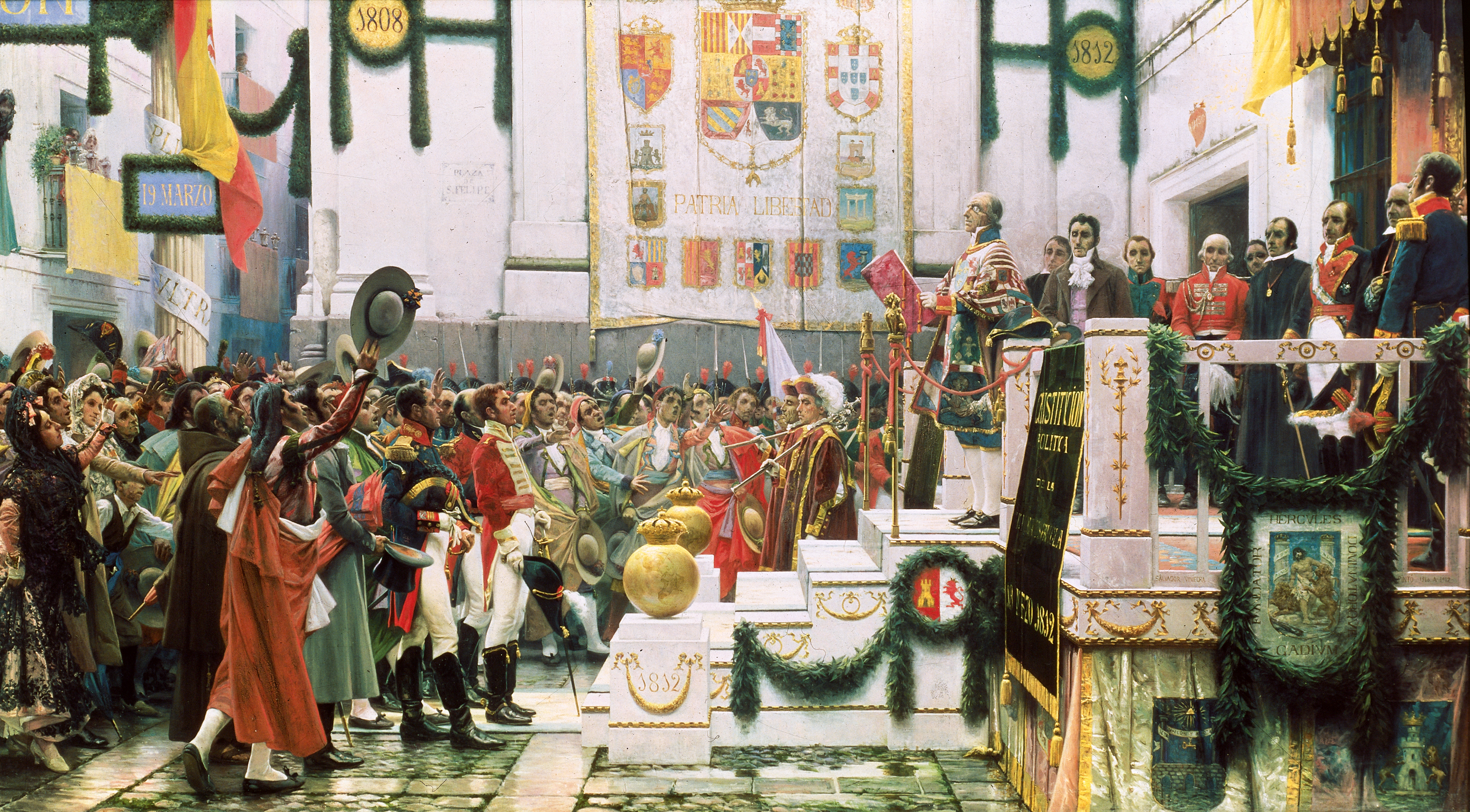
أسس مجلس قادس أول دستور إسباني.

أعتبر مجلس قادس أول جمعية وطنية طالبت بالسيادة في إسبانيا. وأنه مثل إلغاء نظام المملكة القديم، ولقد عقدت الجلسة الافتتاحية للمجلس في يوم 24 سبتمبر 1810.
أضحت القوات الإسبانية التي تحت إدارة القيادة المركزية للمجلس العسكري في سنة 1810 وحكومتها المستقلة تعاني من هزيمة عسكرية خطيرة. فبعد معركة أوكانيا تمكنت القوات الفرنسية من السيطرة على جنوب أسبانيا مجبرة الحكومة الاسبانية بالتراجع إلى قادس، حيث حاصرها الفرنسيون من 5 فبراير 1810 حتى 24 أغسطس 1812، ولكنهم لم يتمكنوا من الإستيلاء عليها (انظر حصار قادس). أما «القيادة الوسطى للمجلس العسكري» فقد حلت نفسها في 29 يناير 1810 وإنشئت مجلس وصاية من خمسة أشخاص. فالتئم هؤلاء الخمسة في قادس. حيث أنها حكومة المنفى.
ولجأ مجلس الكورتيز إلى قادس خلال حرب شبه الجزيرة. فافتتح دورته في سبتمبر 1810 في جزيرة ليون. وتألفت من 97 نائبا، 47 منهم من المناوبين من سكان قادس. وكان الكورتيس يمثل المحافظات إلا أنه لم يتمكن من إجراء الانتخابات سواء في إسبانيا أو في الأمريكتين. ولذا تكون الجمعية هي محاولة للتمثيل الإقليمي الذي يوافق على المراسيم معبرا عن تمثيل الأمة الإسبانية التي ترسي السيادة الوطنية على إسبانيا والأمريكتين.
أسس مجلس قادس الدستور الإسباني في يوم 19 مارس 1812، وهي أول جمعية للسيادة الوطنية الاسبانية، فقد ألغت الملكية المطلقة ومحاكم التفتيش في إسبانيا والأمريكتين وأسست مبادئ الاقتراع العام للذكور والسيادة الوطنية والملكية الدستورية وحرية الصحافة وإصلاح الأراضي والمشاريع الحرة.

## الرجعية (1814–1820)
بعد أن عاد فيرناندو السابع إلى بلدهِ بعد ستة أسابيع أي يوم 24 مارس 1814 قام بإلغاء الدستور. حيث فاجئ الملك معظم الإسبان برفضه الموافقة على دستور إسبانيا الليبرالي لسنة 1812 بعد استرجاعه العرش في 1814. ووقع على اتفاقات مع رجال الدين والكنيسة ونبلاء إسبانيا بعودة بلدهِ إلى حالتهِ السابقة قبل سقوطهِ بيد نابليون. ولم يرحب الجميع بقرار إلغاء الدستور، وشعر الليبرالين في إسبانيا بخيانة الملك الذي قرروا دعمه، وأيضا العديد من المجالس المحلية التي عارضت حكم جوزيف بونابرت قد فقدت الثقة في حكم الملك، وكذلك الجيش الذي دعم تلك المجالس فقد كان ذو ميول ليبرالية مما زاد من ضعف وضع الملك، وبالرغم من ذلك فقد عمل الملك فيرناندو السابع اتفاقيات مع مؤتمر فيينا بعد عام من توليهِ الحكم، وهذا من شأنهِ أن يعزز الدعم الدولي للنظام الاستبدادي القديم في إسبانيا.
ولقد دعمت الإمبراطورية الإسبانية في العالم الجديد قضية فيرناندو السابع وأيدته بقوة ضد المغتصب النابليوني للعرش في خضم الحروب النابليونية. ومع أن جوزيف قد وعد بإصلاحات جذرية، وخاصة في مركزية الدولة وهذا من شأنه جعل السلطات المحلية في إمبراطوريتها الأمريكية مستقلة عن مدريد، إلا أن الأميركيون الإسبان لم يدعموا الحكم المطلق وأرادوا حكما ذاتيا، وبالعموم فإن المجالس في الأمريكتين لم تقبل بالحكومات الأوروبية سواءا كانوا فرنسيون أو إسبان.

## الحكم الليبرالي (1820–1823)

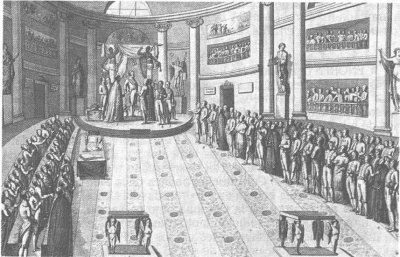
مجلس الكورتيز في حكم الثلاث سنوات الليبرالي (1820–1823)، وهي حقبة من الحكم الليبرالي في إسبانيا

وفي يناير 1820 تمرد جنود في قادس كانوا بالأساس في رحلة إلى أمريكا الجنوبية بقيادة العقيد رافائيل ديل رييغو، فقبض المتمردون على قائدهم وقاد ديل رييغو بجيشه حول الأندلس أملا في جمع الدعم؛ فأعلنت الحاميات عبر اسبانيا دعمها لهم. فطالب ديل رييغو ومن معه بعودة الدستور الليبرالي لسنة 1812. مما أجبر الملك فيرناندو على الموافقة لمطالب الثوار خوفا من ان يستفحل الانقلاب فيصبح ثورة مطلقة، فأقسم على الدستور. وتم تشكيل حكومة ليبرالية «التقدمية»، ومع أن الملك قد أعرب عن سخطه على الحكومة الجديدة والدستور.
استمر حكم الليبراليين ثلاث سنوات. حيث أعادت الحكومة التقدمية تنظيم اسبانيا وتقسيم إقليمي جديد إلى 52 محافظة، وهدفت من ذلك إلى الحد من حكم الأقاليم الذاتي التي كانت سمة مميزة لبيروقراطية إسبانيا منذ حكم هابسبورغ في القرنين 16 و17. أما الأقاليم المتضررة والمعارضة لذلك التقسيم وهي أراغون ونافار وكاتالونيا فقد شاركت الملك في الكراهية لتلك الحكومة الليبرالية. وأيضا أدت سياسات الحكومة التقدمية المعارضة لتدخل القساوسة بالاحتكاك مع الكنيسة الكاثوليكية الرومانية، وكذلك أدت المحاولات لإحداث ثورة صناعية إلى نفور الطوائف الحرفية القديمة. أما محاكم التفتيش الإسبانية التي ألغاها كل من جوزيف بونابرت ومجلس قادس ابان الاحتلال الفرنسي وأعادها الملك فيرناندو السابع ثم ألغتها الحكومة الليبرالية التي تلقت اتهامات من كونها ليست أكثر من حكومة متفرنسة (afrancesados) من الذين اضطروا للخروج من البلاد قبل ست سنوات. حاول المتطرفون الليبراليون الثورة على ماتبقى من الملكية وإزاحتها بالكلية مهما كانت صغيرة. ولكنهم قمعوا في 1821، وقد قدم هذا الحادث صورة واضحة عن التحالف الواهي الذي يربط الحكومة التقدمية مع بعضها البعض.
وفي سنة 1823 ازداد التوتر وعدم الاستقرار في اسبانيا بعد انتخاب حكومة ليبرالية متطرفة. فالجيش ذو الميول الليبرالية الذي جلب الليبراليين إلى الحكم، بدأ في التزعزع عندما لم يتمكن الاقتصاد الإسباني من التحسن. وفي 1823 تم قمع تمرد في مدريد قاده اليسوعيون الذين طردهم كارلوس الثالث في القرن 18، إلا أن فرناندو السابع قد إعادهم، ثم طردتهم الحكومة الحالية مرة أخرى. ظل فيرناندو خلال فترة حكم الليبراليين (لا يزال من الناحية القانونية رأس الدولة) إلا أنه بالواقع يعيش تحت الإقامة الجبرية في مدريد.
دشن مؤتمر فيينا الذي أنهى الحروب النابليونية «نظام الهيئات التشريعية» بانها أداة لاستقرار الدول الأوروبية. ولكن عاداها «التحالف المقدس» المكون من روسيا والنمسا وبروسيا عندما طلبوا منها المساعدة ضد الثوار الليبراليين في 1820، وبعدها بعامين أضحى هناك اتفاق في أوروبا حول القلق الشديد من الحكومة اسبانيا الليبرالية والدهشة من قساوتها لدرجة أنه أستعد بالتدخل باسم فيرناندو. ثم في سنة 1822 سمح مؤتمر فيرونا لفرنسا بالتدخل. وكان ملك فرنسا لويس الثامن عشر من أكثر الأشخاص سعادة في وضع حد للتجربة الليبرالية في اسبانيا، فهو بنفسه الغريم الرجعي لليبرالية. فأرسل في أبريل 1823 عبر البرانس جيشا ضخما أسماهم أبناء سانت لويس قوامه 100,000. وقد قاوم الجيش الإسباني المشحون بالانقسامات الداخلية مقاومة بسيطة امام القوة الفرنسية المنظمة تنظيما جيدا، والتي استولت على مدريد وثبتت فيرناندو بحكم مطلق. فتبددت آمال الليبراليين في امكانية حرب استقلال اسبانية جديدة.

## العشرية المشؤومة (1823–1833)

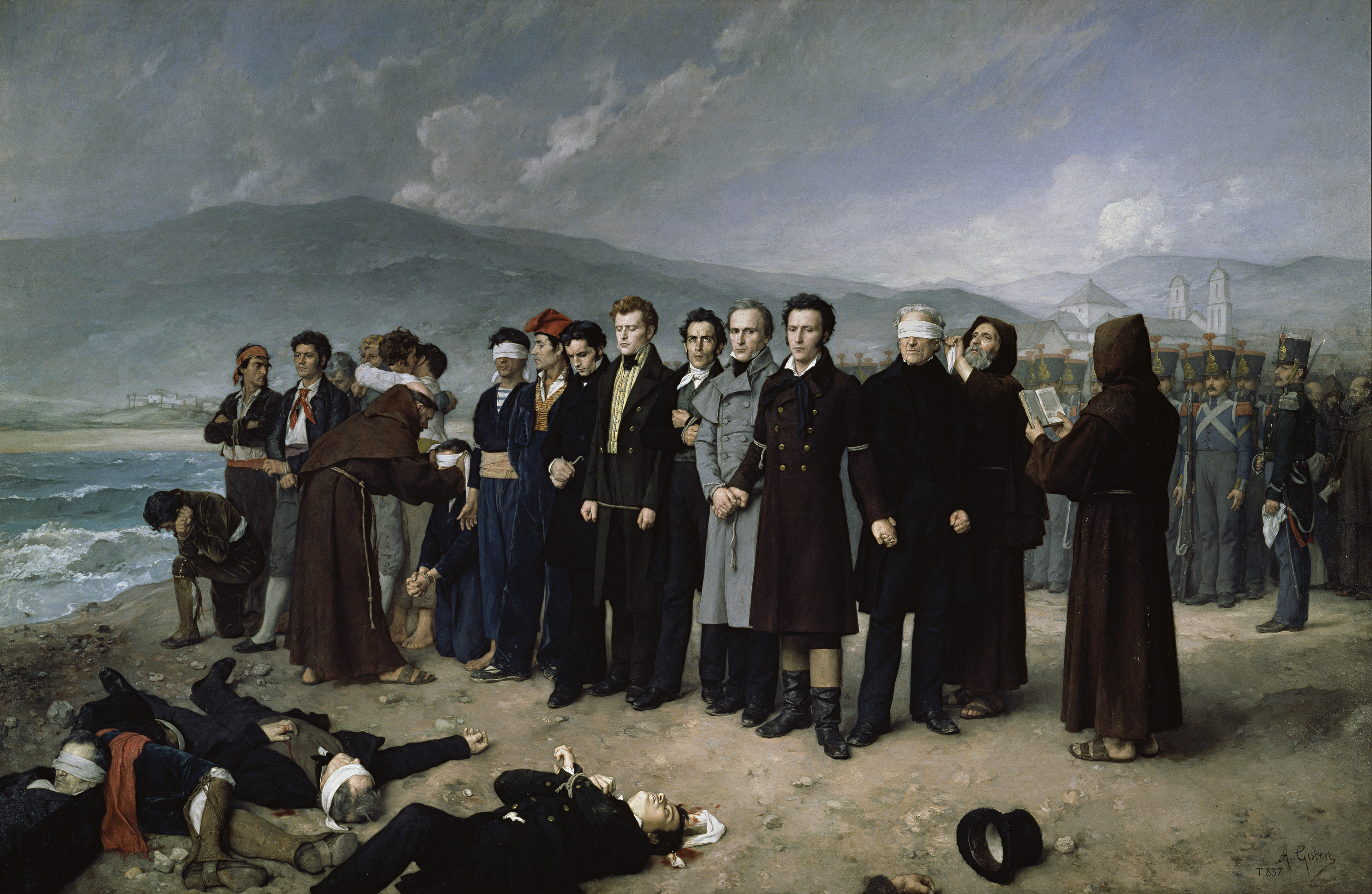
إعدام توريخوس ورجاله في 1831. حيث اتخذ فيرناندو السابع التدابير القمعية ضد القوات الليبرالية في بلده.

شرع الملك فيرناندو بعد استعادة الحكم المطلق في إسبانيا مباشرة إلى سياسة هدفها استعادة القيم القديمة المحافظة للحكومة. بحيث أرجع الرهبنة اليسوعية ومحاكم التفتيش الإسبانية إلى وضعها السابق بعد إلغائهما، وكذلك نقل بعض مناطق الحكم الذاتي إلى محافظاتها السابقة أراغون ونافارا وكاتالونيا. أما عن استقلال المستعمرات في الأمريكتين فإنه رفض القبول بخسارة تلك المستعمرات، لكنه لم يستطع اتخاذ أي إجراءات ضد ذلك بسبب دعم كلا من المملكة المتحدة والولايات المتحدة للجمهوريات الجديدة في أمريكا اللاتينية بعد إعلان مبدأ مونرو. وأظهرت خيانة الجيش الأخيرة للملك أن الحكومة وجنوده غير جديرين بالثقة، وثبت إن حاجته إلى الاستقرار الداخلي هي أكثر أهمية من استرداد مستعمرات الامبراطورية. ونتيجة لذلك، فقد اتخذت مصائر اسبانيا ومستعمراتها في البر الأمريكي مسارات منفصلة وللأبد.

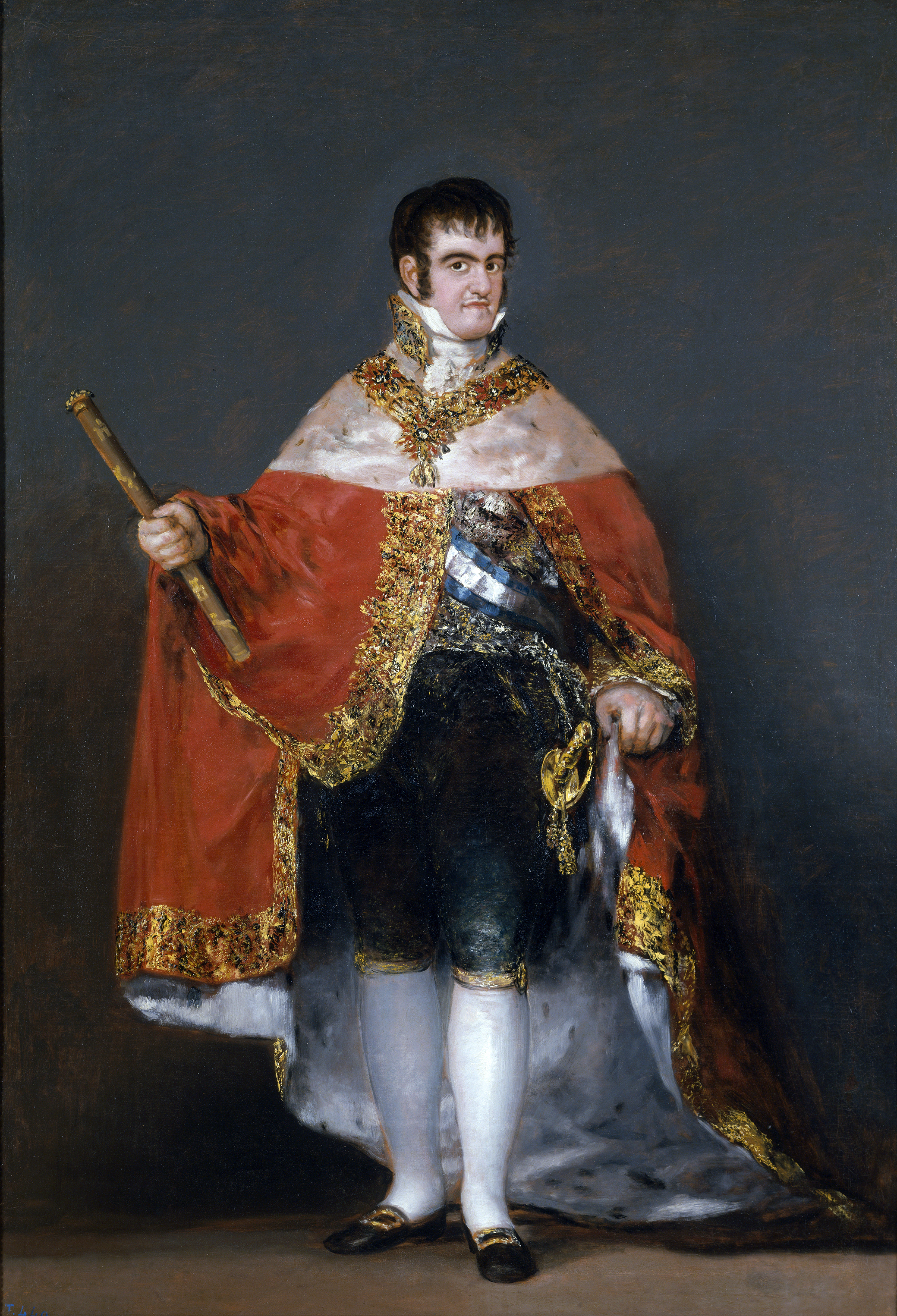
الملك فيرناندو السابع في لباسه الرسمي, بريشة فرانثيسكو غويا

وللحفاظ على مصلحة استقرار البلد فقد أصدر فيرناندو عفوا عاما عن جميع المتورطين في انقلاب 1820 والحكومة الليبرالية التي تلت ذلك، فيما عدا مهندس الانقلاب رافائيل ديل رييغو الذي أعدم. ومع هذا فقد واصل الحزب التقدم الليبرالي حضوره بأنه قوة سياسية، ولكنه استبعد من المشاركة في صنع السياسات الفعلية لحكومة فيرناندو المستعادة. أما ديل رييغو الذي شنق، فقد أصبح شهيد القضية الليبرالية في اسبانيا وتم إحياء ذكراه في نشيد الجمهورية الإسبانية الثانية نشيد ديل رييغو بعد أكثر من قرن من الزمان.
أما بقية عهده فقد قضاها في استعادة الاستقرار الداخلي والرقي بالوضع المالي لإسبانيا، التي كانت مستنزفة منذ الحروب النابليونية. فتحسن الوضع المالي للحكومة بعد انتهاء حروب الأمريكتين، حتى ارتقى الوضع الاقتصادي والمالي في اسبانيا في أواخر عهده. وبالإجمال فقد شهدت إسبانيا في عهده سلاما هشا، وإن سحق تمرد في كاتالونيا سنة 1827.

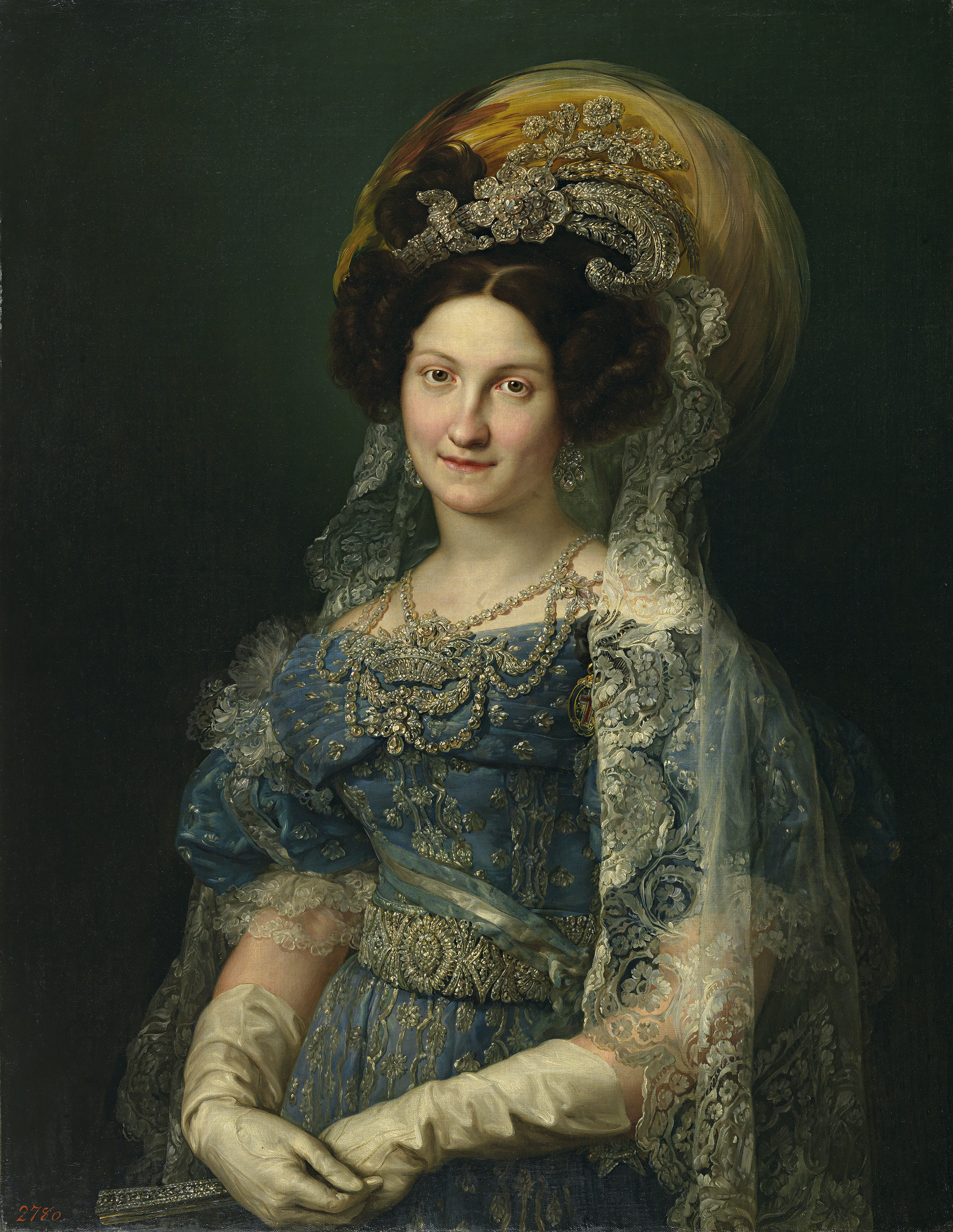
ماريا كريستينا دي بوربون الملكة الزوجة (1822–1833) والملكة الوصية (1833–1840) في إسبانيا

كان الهم الأكبر عند فيرناندو بعد سنة 1823 هو حل مشكلة الخلافة من بعده. فقد تزوج أربع مرات في حياته، ولم تعش سوى ابنتين في زيجاته. وكان قانون خلافة الذي أصدره فيليب الخامس ما يزال قائما إلى عهد فيرناندو، وهو استبعاد الإناث من خلافة. وبهذا سيكون خليفة فيرناندو هو شقيقه كارلوس. ومع ذلك فإن كارلوس كان رجعي ومتسلط ومن الذين يرغبون في عودة النزعة الأخلاقية التقليدية للدولة الإسبانية، والقضاء على أي آثار للدستور، وهو على علاقة وثيقة بالكنيسة الكاثوليكية الرومانية. ومع أن فيرناندو أكد بأنه ليس ليبراليا، إلا أن تلك الأمور جعلت فيرناندو متخوفا من تطرف أخيه كارلوس. واستشهد بأن حربا اندلعت في البرتغال المجاورة سنة 1828 نتيجة لمثل هذا الصراع بين القوى الرجعية والمعتدلة في العائلة المالكة - حرب الأخوين.
وفي سنة 1830 وبناءا على نصيحة زوجته ماريا كريستينا دي بوربون أصدر الملك مرسوما بقانون يلغي القانون السالي لسنة 1713، والذي كان له تأثير في القانون الأساسي في اسبانيا. وقد سمح هذا المرسوم بخلافة العرش الإسبانيّ للورثة الإناث وذلك في حالة عدم توفّر ورثة ذكور. وكان لدى فيرناندو ابنة واحدة، وهي إيزابيل الثانية ملكة إسبانيا المستقبليّة التي وُلِدت في أكتوبر في عام 1830، أدّى إقرار ذلك المرسوم إلى إبعاد أخاه الدون كارلوس عن خلافة العرش ومنحه لها. أما كارلوس -الذي جادل أخاه الملك حول مشروعية قدرته في تغيير القانون الأساسي للخلافة الإسبانية - فقد غادر إلى البرتغال، حيث أصبح ضيف دوم ميغيل المستولي على السلطة في الحرب الأهلية في ذلك البلد.
مات فيرناندو في 1833 عن عمر يناهز 49. وقد خلفته ابنته إيزابيلا وفقا لأحكام المرسوم بقانون وأصبحت زوجته ماريا كريستينا وصية على إبنتها التي بلغت في ذلك الوقت من العمر 3 سنوات. ورفض كارلوس ذلك، ونصب كارلوس نفسه وريثاً شرعياً للعرش تحت اسم كارلوس الخامس. وكانت هذه شرارة البداية الحرب الكارلية الأولى. واستمرت تلك القلاقل والحرب الأهلية مدة نصف قرن من الزمان.

## استقلال أمريكا الإسبانية (1810-1833)

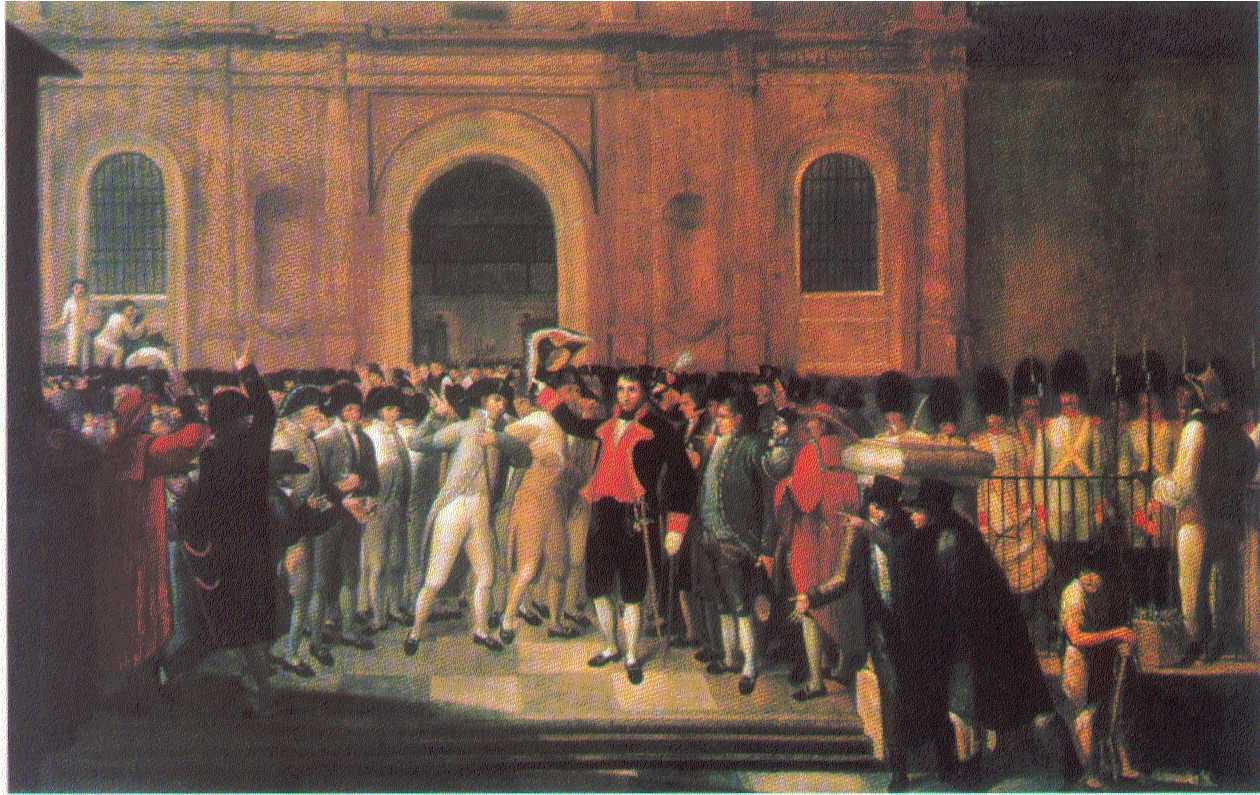
مجلس كاراكاس يستبدل الرئاسة العامة الإسبانية 19 أبريل 1810

في سنة 1810 كانت كلا من مجلس كاراكاس وبوينس آيرس قد أعلنتا استقلالهما عن الحكومة النابليونية في اسبانيا وأرسلت سفرائها إلى المملكة المتحدة. وكان التحالف البريطاني مع اسبانيا قد نقل معظم تجارة المستعمرات في أمريكا اللاتينية من المجال الاقتصادي الاسباني إلى المجال البريطاني، مما طور العلاقات التجارية بأوسعها.

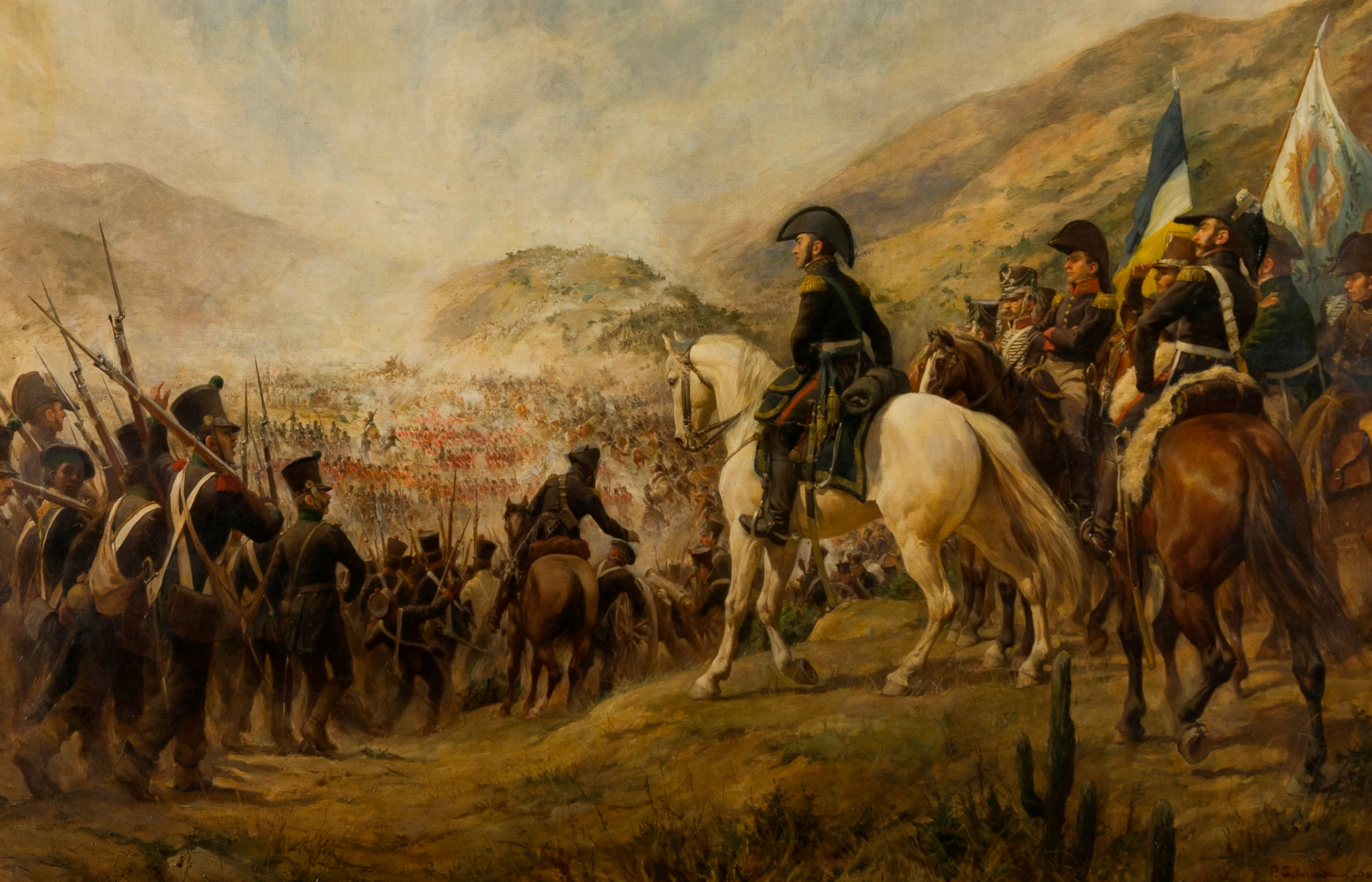
انتصار الجنرال خوسيه دي سان مارتين على القوات الإسبانية في معركة تشاكابوكو، 12 فبراير 1817

عارض الليبراليون الاسبان إلغاء فيرناندو الدستور عام 1812 عندما عاد إلى الحكم، كانت الدول الأمريكية الجديدة حذرة بالتخلي عن استقلالها، فقام تحالف بين النخب المحلية والتجار المستفيدون لرفع راية القوميين ضد إسبانيا في العالم الجديد. على الرغم من تعهد فيرناندو لاستعادة تلك المستعمرات، إلا أن بريطانيا كانت تعارض في الظاهر تلك الخطوة التي من شأنها أن تحد من مصالحها التجارية. وازدادت مقاومة أمريكا اللاتينية ضد استعادة الاسبانيا مستعمراتها بعد عدم اليقين في إسبانيا نفسها، حول ما إذا كان ينبغي أو لا ينبغي استعادة المستعمرات. فالليبراليون الأسبان - بما في ذلك غالبية ضباط الجيش - الذين احتقروا رفض النظام الملكي للدستور، فقد عارضوا مشروع استعادة إمبراطورية عتيقة عفا عليها الزمن، وتعاطفوا مع الثورات التحررية في العالم الجديد الذين تحاربهم السلطة.
بدأ وصول القوات الإسبانية إلى مستعمراتها الأمريكية سنة 1814، وقد نجحت في استعادة السيطرة المركزية على أجزاء كبيرة من الإمبراطورية ولكن لفترة بسيطة. فقد أجبر سيمون بوليفار قائد القوى الثورية في التاج الإسباني لغرناطة الجديدة بالنفي لفترة وجيزة إلى جامايكا التي كانت تحت هيمنة بريطانيا وهايتي المستقلة. ولكن بدءا من سنة 1816 تمكن بوليفار بدعم شعبي كافي من العودة إلى أمريكا الجنوبية، وبزحف جريئ من فنزويلا إلى غرناطة الجديدة (كولومبيا)، حيث هزم القوات الإسبانية في معركة بوياكا في 1819، منهيا حكم إسبانيا على كولومبيا. أما فنزويلا فقد تحررت يوم 24 يونيو 1821 عندما دمر بوليفار الجيش الإسباني في حقول كارابوبو في معركة كارابوبو. وقد كانت الأرجنتين قد أعلنت استقلالها سنة 1816 (على الرغم من أنها كانت مستقلة شكليا، حيث كانت عميلة لبريطانيا منذ 1810 بعد أن نجحت في مقاومة الغزو البريطاني). وقد تمكنت إسبانيا من استعادة تشيلي مؤقتا سنة 1814، لكنها خسرتها في 1817 عندما عبر خوسيه دي سان مارتين بجيشه جبال الأنديز من الأرجنتين إلى تشيلي، فالتقى مع الجيش الملكي الاسباني فهزمهم في معركة تشاكابوكو في 1817.
وكانت هناك أقاليم لاتزال تحت سيطرة إسبانيا في سنة 1820، وهي المكسيك وبيرو وإكوادور وأمريكا الوسطى. وقد كان الملك فيرناندو غير راض عن فقدان الكثير من أراضي الإمبراطورية وصمم على استعادتها. فجمع حملة ضخمة في قادس بهدف إرسالها إلى الأمريكتين واستعادة الأراضي المفقودة. ومع ذلك فقد خلق الجيش مشاكل سياسية مع الحكومة.
بعدما تمكن خوسيه دي سان مارتين من المساعدة في تحرير تشيلي والأرجنتين، دخل بيرو سنة 1820. ثم دعاه سكان ليما وجنوده إلى المدينة في سنة 1821، حيث فر نائب الملك إلى المناطق الداخلية للبلاد وتمكن من مكانه من مقاومة مارتين، ولكن مع وصول سيمون بوليفار وأنطونيو خوسيه دي سوكري لمساعدة الثوار سنة 1823 فتمكنوا من هزيمة القوات الملكية الاسبانية في معارك جونين واياكوتشو، حيث سقط جيش بيرو الإسباني بأكمله مع نائب الملك. وقد عبرت معركة اياكوتشو عن نهاية الإمبراطورية الإسبانية في أراضي الأمريكتين.
على الرغم من أن المكسيك كانت في ثورة منذ 1811، وكان يقودها ميغيل هيدالغو إي كوستيا، إلا أن المقاومة كانت تقتصر على حرب عصابات صغيرة في الريف. وعندما جاء الانقلاب في اسبانيا سنة 1820 لم تتغير السياسات المركزية للحكومة الليبرالية في مدريد، مماأصاب الكثير من المكسيكيين بخيبة أمل. ثم في 1821 نالت المكسيك استقلالها الفعلي عندما انقلب الضابط في الجيش الملكى أغوستين دي إتوربيدي بعد تحالفه مع زعيم الثوار فيسنتي غيريرو وفي إطار خطة إغوالا. وقد دعم التسلسل الهرمي الكاثوليكي المحافظ في إسبانيا الجديدة استقلال المكسيك بقوة لأن الدستور الإسباني الليبرالي عام 1812 كان يبغضهم. ولم تبد الحكومة الليبرالية الإسبانية اهتماما قويا في إعادة غزو المستعمرات مثلما كان فيرناندو، مع أنهم رفضوا استقلال المكسيك حسب معاهدة قرطبة التي سقطت. وكان آخر معقل حكومي في المكسيك هو سان خوان دي أولاو حيث سقط بيد الثوار في أواخر 1825، وحاول الجنرال ايسيدرو باراداس في حملة من كوبا لإستعادة المكسيك سنة 1829. ولكن وفاة الملك في 1833 جعل إسبانيا تتخلى عن جميع مخططاتها العسكرية لإستعادة المستعمرات.

## الحرب الكارلية والوصاية على العرش (1833–1843)

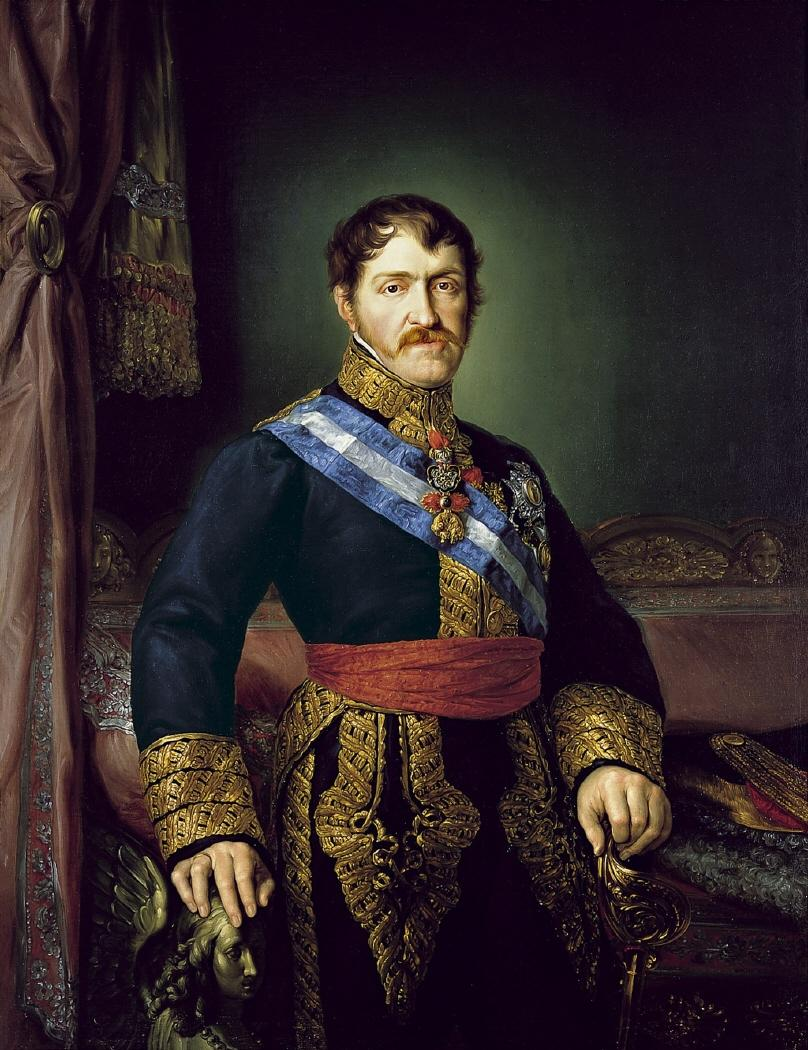
كارلوس ماريا إيسيدرو، إنفانت إسبانيا، زعيم الكارليين ومطالب بالعرش الإسباني.

سقطت الحكومة الليبرالية بعد الغزو الفرنسي سنة 1823، فوضع الليبراليين الإسبان آمالهم في زوجة فيرناندو السابع وهي ماريا كريستينا دي بوربون فقد توسموا فيها بعض علامات الليبرالية والإصلاح. ولكنها عبرت بصراحة لبلاطها بعدما أصبحت وصية لابنتها إيزابيلا سنة 1833، وقالت بأنها لاتنوي القيام بأي إصلاحات. ولاتزال حتى عندما شكلت التحالف البلاط مع التقدميين ضد المحافظين المتمردين الذين دعموا الدون كارلوس إنفانت إسبانيا.
أعلن كارلوس التزامه بالامتيازات ومواثيق ماقبل البوربون القديمة، فحظي بدعم كبير من مناطق الباسك وأرغون وكاتالونيا، وقد كانت مدريد تحترم تلك الامتيازات القديمة. في البداية سقط تمرد الكارليين سقوطا ذريعا، فطردوا بسرعة من معظم أراضي أراغون وكاتالونيا، بحيث أجبروا على الاعتصام في مرتفعات نافارا نهاية 1833. وفي تلك اللحظة الحرجة جلب كارلوس الجنرال الباسكي توماس دي زومالاكاريغي أحد مخضرمي حروب العصابات في حرب الاستقلال وعينه القائد العام للجيش. فقلب زومالاكاريغي الموازين في غضون أشهر لصالح الكارليين، وطرد القوات الحكومية من معظم نافارا، وشن حملة على أرغون. وتمكن بحلول سنة 1835 من تحويل الجيش الكارلي من فرقة محبطة إلى جيش محترف من 30,000 عسكري متفوقا على القوات الحكومية، بحيث سيطر على جميع الأراضي شمال نهر إيبرو، باستثناء الموانئ محصنة على الساحل الشمالي.

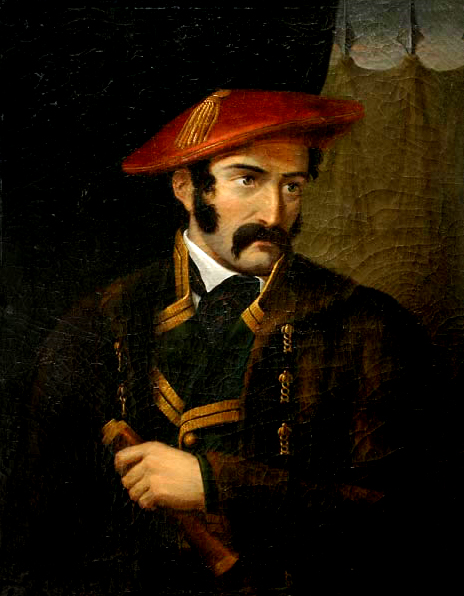
الجنرال الكارلي توماس دي زومالاكاريغي الباسكي. وقد أنقذ قضية الكارليين من الوقوع في حافة الإنهيار سنة 1833.

بدأ موقف الحكومة يزداد يأسا. فكثرت الشائعات في مدريد عن انقلاب ليبرالي للإطاحة بماريا كريستينا، وزاد من ذلك خطر اقتراب الجيش الكارلي بحيث أضحى الآن قاب قوسين أو أدنى من العاصمة. إلا أن المناشدات والنداءات للحصول على المساعدة لم تلق أذن صماء. فقد أزاحت فرنسا بثورتها النظام الملكي الرجعي لشارل العاشر بنظام ملكي ليبرالي وهو لويس فيليب سنة 1830، وكان متعاطفا مع قضية كريستينا. وكذلك حكومة اليمين البريطاني بزعامة فيكونت ملبورن كانت ودية وبالمثل، وطالب بتشكيل متطوعين وتجهيز مساعدات مادية لإرسالها لإسبانيا. وكان واثقا من نجاحه، مع أن الدون كارلوس جمع قواته إلى أرض المعركة. ففي حين بدأ زومالاكاريغي بتحريك حملة لإسقاط مدريد، أمره كارلوس أن يستولي على ميناء في الساحل. وفي الحملة التالية توفي زومالاكاريغي بعد إصابته برصاصة في الساق. وإن كان هناك اشتباه في أن الغيرة قد أصابت كارلوس بعد نجاحاته، فخوفا منه تآمر بقتله. فتدهور الوضع مع الكارليين بعد أن فقدوا قائدهم العام ثم فشلوا في الإستيلاء على مدريد. وبدأت التعزيزات البريطانية من العتاد والجنود بالوصول إلى الجيش الحكومي، فقاد قوات كريستينا الجنرال القوي بالدوميرو إسبارتيرو. فقد حول انتصاره في معركة لوتشانا (1836) مجرى الحرب، وفي سنة 1839 وضعت اتفاقية فيرغارا حدا لتمرد الكارليين الأول.
بعد سنوات من التذبذب بشأن مسألة الإصلاح، أجبرت الأحداث ماريا كريستينا بقبول الدستور الجديد لسنة 1837 فزاد من صلاحيات البرلمان الإسباني (كورتيس) زيادة جوهرية. وأيضا أسس الدستور مسؤولية الدولة عن صيانة الكنيسة. فانبعاث مشاعر العداء لرجال الدين أدى إلى تفكيك بعض الجماعات الدينية مما قلص بشدة من قوة الكنيسة في إسبانيا. اما اليسوعيون - طردوا خلال الحكم الليبرالي وأعادهم فيرناندو - فقد طردوا مرة أخرى خلال فترة الوصاية في زمن الحرب سنة 1835.

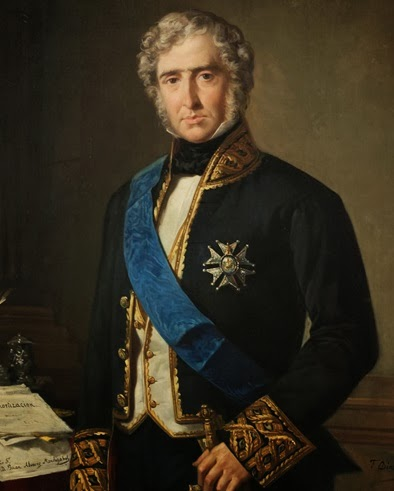
رجل الدولة التقدمي خوان الباريث مينديثابال. اقترح منديزابال أن تقوم الدولة ببيع ممتلكات الكنيسة (مصادرتها) كحل لمشاكلها المالية في اسبانيا.

بدأت الحكومة الاسبانية تنغرز في الديون أكثر فأكثر مع استمرار أمد الحرب، حتى كادت أن تصل إلى مرحلة الإفلاس. فقدم رئيس الحكومة خوان الباريث مينديثابال في 1836 برنامجا يقضي بمصادرة أملاك الكنيسة وبيعها، وبالذات الأديرة والعقارات. وشهد العديد من الليبراليين ممن يحملون مشاعر الضغينة لرجال الدين كيف تحالف رجال الكنيسة مع الكارليين، وبالتالي كانت المصادرة (desamortización) للإنصاف فقط. وقد أقر مينديثابال أن الكنيسة تمتلك مساحات هائلة من الأراضي المهملة في إسبانيا (الكثير من الأراضي الموهوبة تعود إلى زمن الملوك فيليب الثاني وفيليب الرابع). لذا تعد الكنيسة بأنها أحد أكبر ملاك الأراضي في إسبانيا في عهد مينديثابال. وأيضا أصدرت حكومة منديزابال قانون يضمن حرية الصحافة.
تمكنت القوات الحكومية بعد معركة لوتشانا من طرد الكارليين وإعادتهم إلى الشمال. وللعلم فإن الدعم القوي للقضية الكارلية جاء من مؤيدي الحكم الذاتي الإقليمي، فتمكن إسبارتيرو من أقناع الملكة الوصية إلى حل وسط مع أصحاب الامتيازات بشأن قضية الحكم الذاتي الإقليمي كي تحافظ على ولائهم. فأتت اتفاقية فيرغارا سنة 1839 التي نجحت في حماية أصحاب الامتيازات (fueros) واعتراف الكارليين بهزيمتهم. فتم نفي الدون كارلوس مرة أخرى. أما الملكة كريستينا فإنها بعدما اطمئنت من زوال تهديد الكارليين شرعت فورا في حملة لإلغاء دستور 1837، مما أثار غضب عدد كبير من أعضاء الحكومة الليبراليين. فبعدما فشلت محاولتها بالإطاحة بدستور بلدها، قامت بمحاولة لتقويض حكم البلديات في عام 1840. وهذا جلب لنفسها الخراب حيث أجبرت على تسمية بطل الحرب الكارلية الجنرال التقدمي إسبارتيرو رئيسا للحكومة. فاستقالت ماريا كريستينا من الوصاية بعد محاولة إسبارتيرو البدء ببرنامج الإصلاح.
أضحى هناك فراغ في الوصاية على الملكة بعد خروج ماريا كريستينا من تلك المهمة، فقام المجلس النيابي بتسمية إسبارتيرو لهذا المنصب في مايو 1841. وعلى الرغم من كونه قائدا فذا إلا أنه لوحظ بأن إسبارتيرو كان عديم الخبرة بالسياسة وأنه كان شديد التسلط في مهام الوصاية. ويمكن القول بأن تلك كانت أول تجربة إسبانيا مع الحكم العسكري. واشتد خلاف الحكومة مع إسبارتيرو حول اختيار أوغستين أرغيليس معلما للملكة الصغيرة وهو سياسي ليبرالي راديكالي. فثارت من باريس ماريا كريستينا ضد القرار، وجذبت دعم من المعتدلين في برلمان الكورتيس. جرت محاولة انقلاب لطرد الملكة قادها بعض أبطال الحرب الكارلية في سبتمبر 1841، أي بعد أشهر فقط من تسمية إسبارتيرو وصيا. ولكن قسوة إسبارتيرو في سحق التمرد أدت إلى تراجع شعبيته بقوة. فازدادت معارضة الكورتيس ضده، فاختار منافسه القديم خوسيه رامون روديل رئيسا للوزراء. وثارت هناك انتفاضة أخرى في برشلونة في 1842 ضد سياسات التجارة الحرة فقام بقصف المدينة، مما أدى إلى تخفيف قبضته الضعيفة على السلطة. وفي يوم 20 مايو 1843 ألقى سالوستيانو أولوزاجا خطابه الشهير "Dios salve al país, Dios salve a la reina!" (حفظ الله البلاد، حفظ الله الملكة!) الذي أدى إلى تشكيل ائتلاف معتدل ليبرالي قوي معارض لإسبارتيرو . دعم هذا التحالف الانتفاضة الثالثة والأخيرة التي قام بها الجنرالان رامون نارفايس وفرانسيسكو سيرانو فأطاحا أخيرا بإسبارتيرو سنة 1843، ففر بعد ذلك الوصي المخلوع إلى إنجلترا.

## الحكم المعتدل (1843–1849)

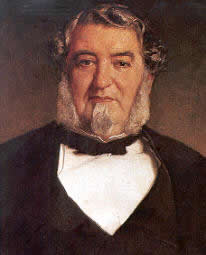
سالوستيانو أولوزاجا، رئيس حكومة إسبانيا

أصاب الإحباط المجلس النيابي الكورتيس بسبب مسلسل الثورات والانقلابات والانقلابات المضادة فقرر عدم تسمية وصي جديد، وبدلا من هذا فقد أعلن أن إيزابيلا الثانية ذات 13 ربيعا قد وصلت إلى السن القانوني لتولي العرش. وقد أضحت إيزابيلا محاطة بمجموعة مصالح متنافسة من رجال الحاشية تتبع عدة أيديولوجيات وتناقضات، وتذبذبت بينهم كما فعلت والدتها من قبل، وعملت على إثارة الراغبين حقا في التقدم والإصلاح. وتمت تسمية ساليستيانو أولوزاجا أول رئيس للحكومة بعد سقوط إسبارتيرو. وكون لجنة لتشكيل الحكومة، إلا أنه لم يحظ بشعبية مريحة في الكورتيس. وقد زعم أنه تلقى ترخيص من الملكة بحل الكورتيس، لكن بعد أيام سحبت الملكة دعمها للخطة، تعرض أولوزاجا لإتهام بأنه اجبر الملكة على تشكيل الحكومة. فاضطر إلى الاستقالة، بعد ان كان رئيس حكومة لخمسة عشر يوما مضت. فخلف أولوزاجا الليبرالي لويس غونزاليس برافو المعتدل، مستهلا عشر سنوات من حكم المعتدلين. وهو أول رئيس حكومة مستقرة في عهد إيزابيلا، حكم لفترة 6 أشهر متوالية (منذ تلك اللحظة انه أراد أن يكون مخلصا للملكة حتى النهاية). وكانت إدارة مملكة إيزابيلا غير مستقرة وكذلك السياسات والحكومات، نظرا لتعدد أحزاب المعارضة التي تريد باستمرار أن تتولي الحكومة - على سبيل المثال فقد مرت على سنة 1847 خمسة رؤساء حكومة.
قام لويس غونزاليس برافو زعيم المعتدلين بحل مجلس الكورتيس وحكم بموجب مرسوم ملكي. فأعلن أن إسبانيا في حالة من الحصار وقام بتفكيك عدد من المؤسسات التي أنشئها التقدميون مثل مجالس المدن المنتخبة. وخوفا من اندلاع انتفاضة كارلية أخرى في شمال اسبانيا، قام برافو بإنشاء الحرس المدني، وهي قوة تدمج مهام الشرطة والعسكر للحفاظ على النظام في المناطق الجبلية التي كانت قاعدة للكارليين، وذلك للدفاع عن مملكة إيزابيلا الشرعية من أعدائها.

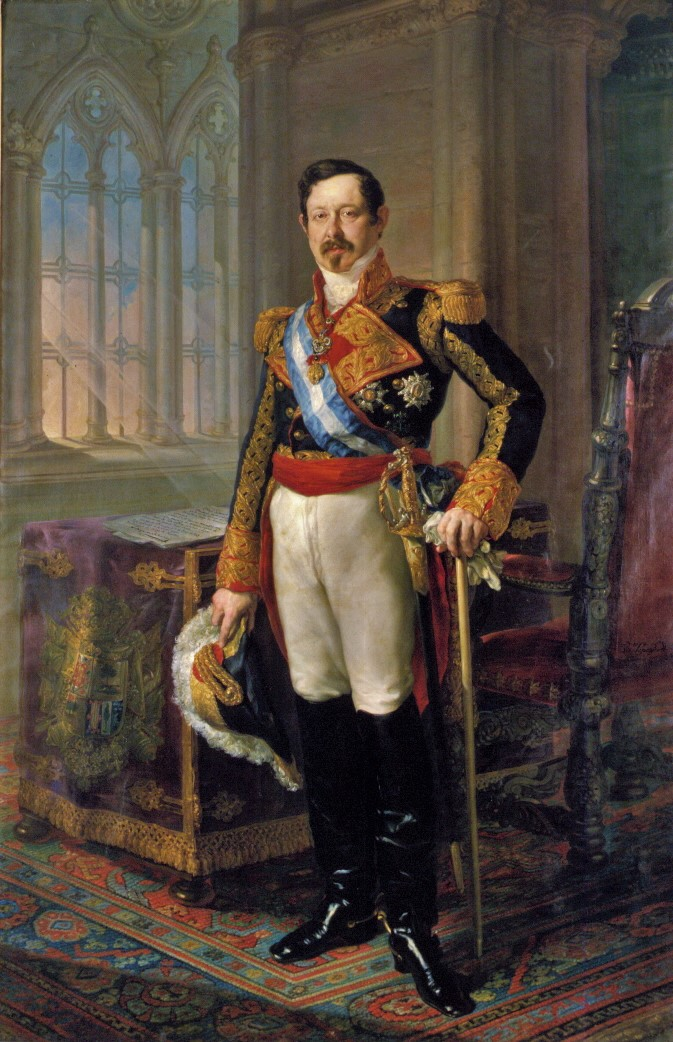
الجنرال رامون ماريا نارفايس زعيم المعتدلين. وقد قمع نارفايس المعارضة عندما كان في السلطة، بسبب المؤامرات المستمرة التي انتشرت في أرجاء الدولة.

قام المعتدلون بكتابة دستور جديد سنة 1845. فدعمته حكومة نارفايس الجديدة التي حكمت في مايو 1844، برئاسة الجنرال رامون نارفايس، أحد القادة الأساسيين في الثورة ضد إسبارتيرو. وبدأت سلسلة من الإصلاحات التي أصدرتها الحكومة نارفايس في محاولة لتحقيق الإستقرار في البلاد. أما مجلس الكورتيس الذي لم يكن متساهلا مع تسوية مع أصحاب الامتيازات (fueros) في نهاية الحرب الكارلية الأولى، كان حريصا على مركزية الإدارة. فجاء قانون 8 يناير 1845 لتفعيل ذلك، فاختنق قانون الحكم الذاتي المحلي لصالح مدريد. فأشعل بذلك ثورة 1847 وأحيى الكارلية في المحافظات. فقانون الانتخابات لسنة 1846 اقتصر حق الاقتراع لمن هم فوق سن 25 ولمن دخلهم فوق حد معين أي الأثرياء، ولكن بسبب المعارضة القوية التي عبر عنها كل البيت البرلماني جعلت الملكة تنسحب من المشروع وأجبرت برافو موريللو لتقديم استقالته. على الرغم من جهود برافو ونارفايس لقمع الاضطرابات في إسبانيا، والتي سرت فيها المشاعر العالقة بالكارليين وأنصار التقدميين وحكومة إسبارتيرو القديمة، فبقي الوضع غير مستقر في اسبانيا. فقاد مارتن زوربانو تمردا سنة 1845 بدعم من الجنرالات الكبار بما فيهم لك خوان بريم الذي سجنه نارفايس.
انهى نارفايس بيع الأراضي الكنسية التي بدأها التقدميون (progresistas). وقد وضعه هذا التصرف في موقف صعب، حيث أن التقدميون قد حازوا على بعض المكاسب في تحسين الوضع المالي لإسبانيا خلال ذلك البرنامج. فقد كانت الحرب الكارلية، وتجاوزات وصاية ماريا كريستينا، والصعوبات التي واجهتها حكومة إسبارتيرو تركت الخزينة في وضع رهيب. فعهد نارفايس الشؤون المالية للوزير إليخاندرو مون، الذي شرع في تنفيذ برنامج طموح لاستعادة الملاءة المالية لاسبانيا. ونجح في هذا البرنامج نجاحا ملحوظا، فقام بإصلاح النظام الضريبي الذي أهمل منذ عهد كارلوس الرابع. فزاد من تنظيم موارد المالية لإسبانيا، فجعل الحكومة قادرة على إعادة بناء الجيش، ثم في عقدي 1850 و 1860 بدأ بالشروع بتحسين البنية التحتية للدولة والقيام بحملات في أفريقيا والتي غالبا ماأشير إليها بأنها أهم الجوانب إنتاجية في عهد إيزابيلا.

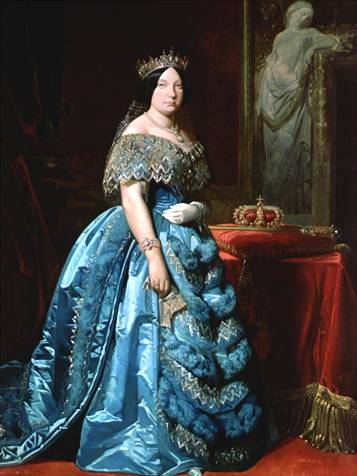
كان حكم ملكة إسبانيا إيزابيل الثانية (1833–1868) فصلا من الفوضى والإضطرابات في تاريخ إسبانيا الذي دمرته الحروب الأهلية والانقلابات فانتهت بثورة ناجحة ضد النظام الملكي.

أقنع مجلس الكورتيس بزواج الملكة من ابن عمها الأمير البوربوني فرانسيس (دوق قادس). أما أختها الصغرى لويسا فيرناندا فقد تزوجت من أنتوني، دوق مونتبينسير ابن ملك فرنسا لويس فيليب. هددت قضية الزواج الإسباني بكسر التحالف بين بريطانيا وفرنسا حيث أدت إلى تدهور العلاقات بين فرنسا وبريطانيا في السنوات الأخيرة من حكم ملكية يوليو بسبب التقارب الفرنسي الإسباني. وقد كان كلا من فرنسا وبريطانيا على شفا الحرب قبل أن تحل وقد ساهمت تلك القضية في سقوط لويس فيليب في سنة 1848.
أما في إسبانيا فقد اندلع غضب شعبي بسبب عدم مبالاة الملكة مع المصلحة الوطنية وساءت صورتها بين العامة. وإحدى نتائج هذا الغضب، اندلاع تمرد كبير في شمال كاتالونيا سنة 1846، وقيام الحرب الكارلية الثانية. وشن المتمردون بقيادة رافائيل تريستاني حرب العصابات ضد القوات الحكومية في المنطقة وأعلنوا أنفسهم أنهم مع الكونت كارلوس حامل القضية الكارلية وابن الدون كارلوس. ازداد التمرد قوة، وماأن حل 1848 العام الذي ارتبط بكارلوس حيث بدا يتكفل بالحملة بنفسه واسمى رامون كابريرا قائدا لجيش الكارلي في إسبانيا فكون قوة من 10,000 عسكري. وخوفا من أي تصعيد إضافي فقد أعيد نارفايس مرة أخرى رئيسا لحكومة مدريد في أكتوبر 1847. وكانت معركة باسترال (يناير 1849) أكبر معارك تلك الحرب ولكنها غير حاسمة. ومع ذلك فقد أصيب كابريرا فيها وفقد قدرته في القيادة. فتم إخراجه من إسبانيا للعلاج، فتسبب ذلك بانهيار التمرد في مايو 1849. وعلى الرغم من معاصرة الحرب الكارلية الثانية مع ثورات عام 1848، إلا أنه من الصعب جعلها جزء من تلك الظاهرة نفسها، بسبب أن المتمردين في إسبانيا لم يقاتلوا لأجل الأفكار الليبرالية أو الاشتراكية، ولكن لإبقاء الحكم المحافظ بل وحتى المطلق.

## الحكم العسكري (1849–1856)

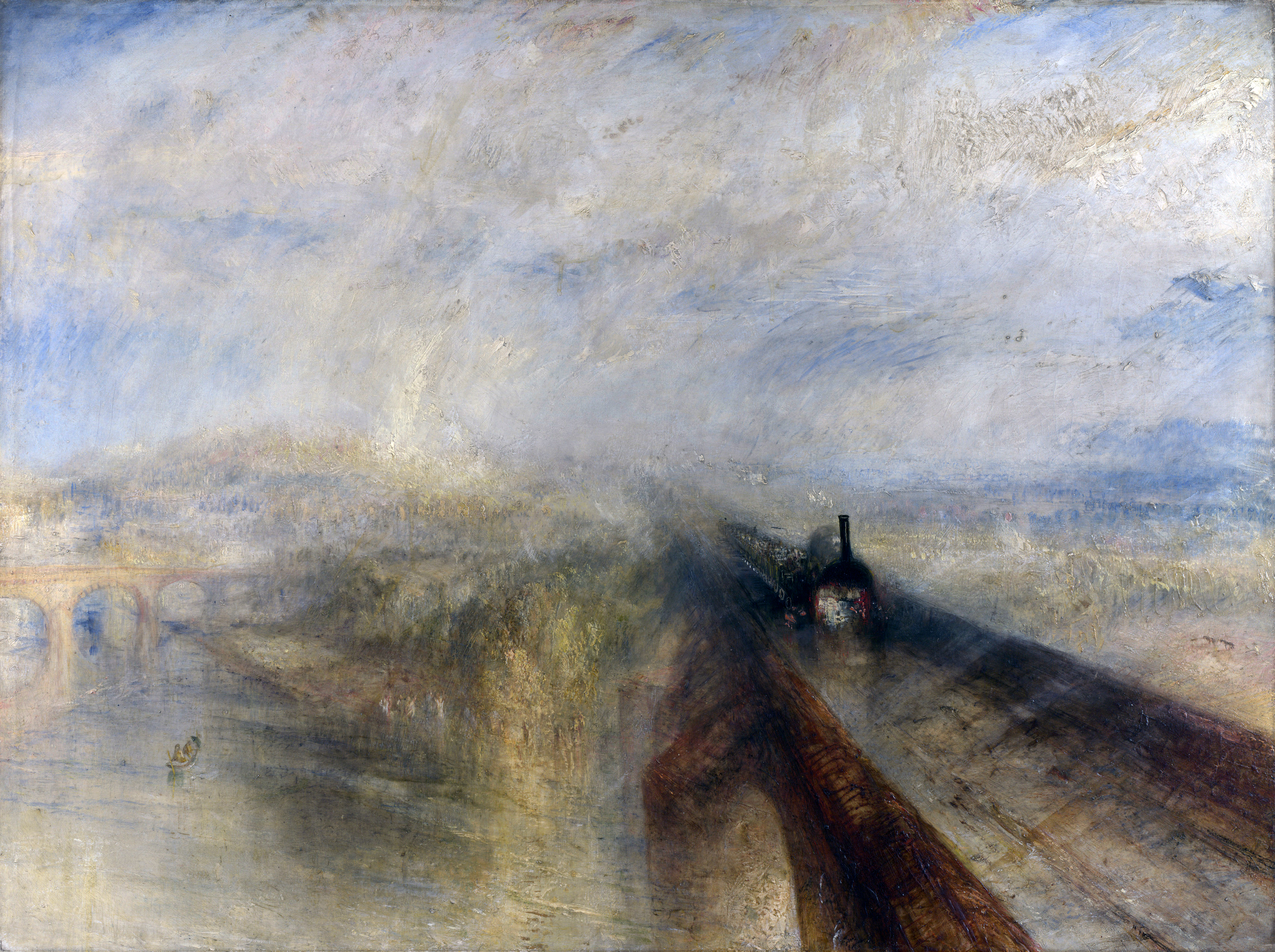
لوحة مطر و البخار والسرعة، سكة حديد الغرب العظيم لتيرنر. جلبت حكومات إيزابيل الثانية التقدمية الخطوات الأولى نحو بنية تحتية متطورة إلى إسبانيا.

بعد رامون نارفايس أتى خوان برافو موريللو سنة 1851، وهو رجل عملي وسياسي محنك. قام موريللو نفس النزعات الاستبدادية كما فعل نارفايس من قبل ولكنه بذل جهود قوية لدفع عجلة الصناعة والتجارة الإسبانية. وقد أحاط نفسه من التكنوقراط الذين حاولوا القيام بدور فعال في تطوير الاقتصاد الاسباني. واقترنت سياسته المتشددة في الإصلاح المالي بنفس القدر في تحسين البنية التحتية التي بدأها اليخاندرو مون في لإصلاحاته المالية في العقد السابق. وكذلك قامت حكومة موريللو بجهودا جبارة في بناء شبكة سكك الحديد في الداخل الإسباني.
واجه موريللو قضية مكافحة رجال الدين بتوقيعه ميثاقا مع الفاتيكان بشأن مسألة الدين في إسبانيا. فقد تقرر بشكل قاطع لا لبس فيه أن الكاثوليكية الرومانية هي دين الدولة في إسبانيا، وتكون الدولة هي الجهة المنظمة والمشرفة لمساهمات الكنيسة في التعليم. وبالمقابل تخلت الدولة عن عملية بيع أراضي الكنيسة (desamortización). وكانت مفاوضات موريللو مع البابوية مدعومة بدور نارفايس في ثورات 1848 في الممالك الإيطالية، حيث كان للجنود الاسبان مساهمة في الدفاع عن الباباوية ضد الثوار.
أتى موريللو بعد تألقه بنجاحات اقتصادية وسياسات دولية، فأعلن عن مجموعة من السياسات في 2 ديسمبر 1852 أرسلها إلى البرلمان. ومن أبرز التغييرات التي اقترحها هي الحد من صلاحيات البرلمان الإجمالية لصالح مكتب موريللو رئيس الحكومة، وقدرة السلطة التنفيذية بأن تشرع المراسيم في أوقات الأزمات. إلا أنه وبعد 12 يوما من إعلانه تمكن برلمان (الكورتيس) من اقناع الملكة في إقالة موريللو وإيجاد وزارة جديدة.

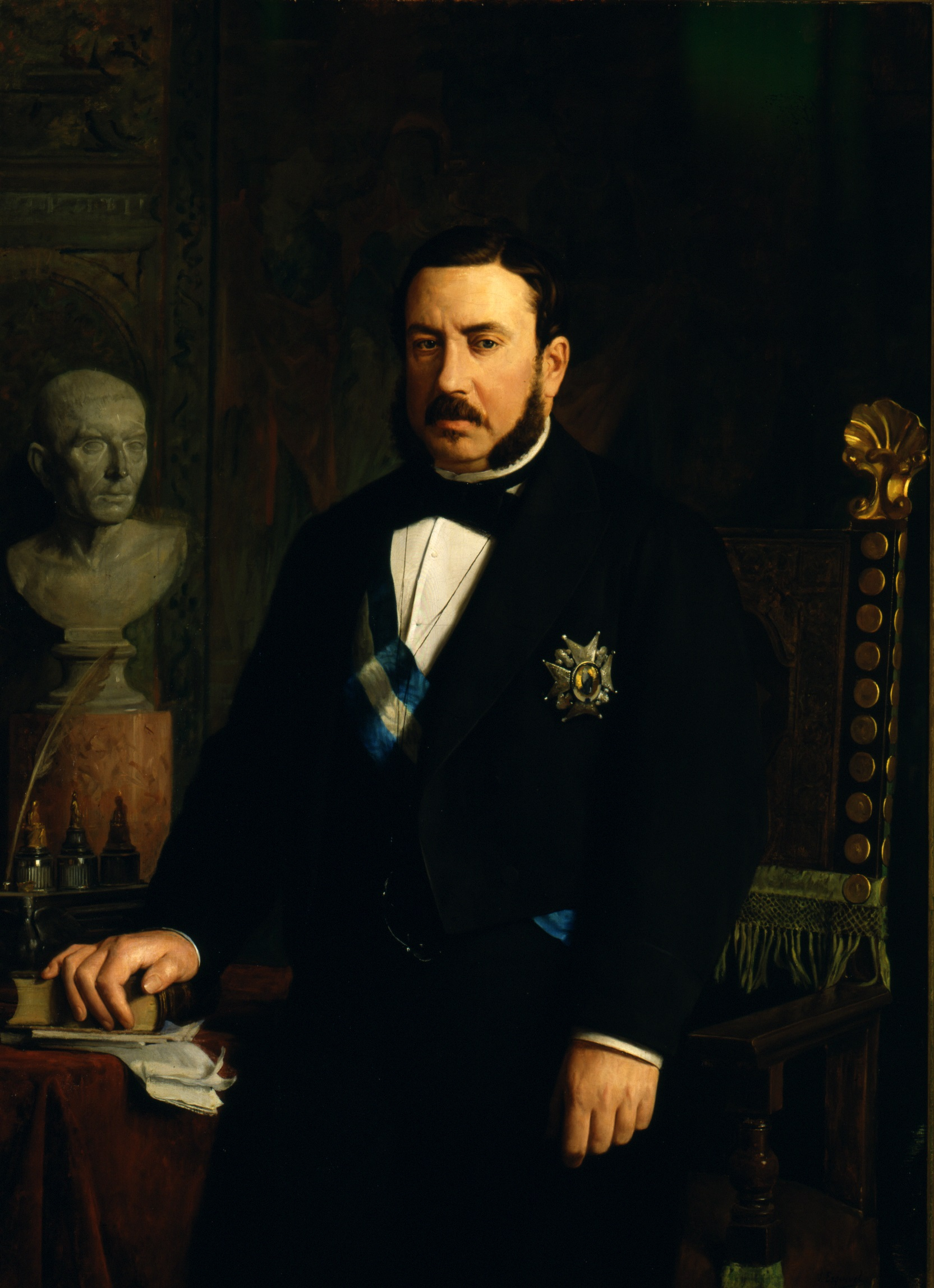
لويس خوزيه سارتوريوس رئيس وزراء معتدل (1853-1854). عد سقوط حكومته سنة 1854 نهاية فترة حكم العشرية المعتدلة.

بعد موريللو أتى فيديريكو رونكالي الذي رأس الحكومة لفترة قصيرة، وتمكن من المحافظة على الجو المدني مع الكورتيس بعد مباهاة وغطرسة موريللو معهم. ولكن الجيش لم يكن راضيا عن رونكالي لذا فبعد بضعة أشهر تمكن من بالإطاحة به بعد إقناع الملكة ليحل محله الجنرال فرانسيسكو لرسوندي. إلا أن الكورتيس رفض آنذاك تدخل الجيش في شؤون الحكومة، فرتب مع لويس خوزيه سارتوريوس ليكون رئيسا للحكومة. اكتسب سارتوريوس سمعة سيئة لتزويره نتائج الانتخابات لصالحه ولصالح شركائه في المؤامرة. فتعيينه رئيسا للحكومة قد واجهه هيجان عنيف من الجناح الليبرالي للحكومة الاسبانية.
تسببت حرب القرم في مارس 1854 بزيادة هائلة في أسعار الحبوب في جميع أنحاء أوروبا، فازدادت المجاعة في منطقة غاليسيا. مما أشعل ثورة عارمة في يوليو 1854، فجمعت أشكال متعددة من الاعتداءات على الدولة. واندلعت أعمال الشغب في المدن ضد سلطة غير واضحة المعالم، فغضب التقدميون قد كسر عقد كامل من دكتاتورية المعتدلين وفساد حكومة سارتوريوس في تلك الثورة. فقاد الجنرال ليوبولدو أودونيل تلك الثورة بعد معركة فيكالفارو غير الحاسمة، وأصدر بيان رسمي ضد الحكومة وأنه في خدمة بالدوميرو إسبارتيرو ديكتاتور اسبانيا التقدمي السابق. الرجل الذي قد تمرد عليه أودونيل في 1841. انهارت الحكومة المعتدلة أمامهم وعاد إسبارتيرو إلى السياسة على رأس الجيش.
تمت تسمية إسبارتيرو رئيسا للحكومة هذه المرة من الملكة نفسها للشخص الذي كان وصيا عليها قبل عشر سنوات. وأضحى أودونيل صاحب فضل عليه لإعادته إلى رأس السلطة، ولكنه لم يكن يريد أن يشاركه شخصا آخر السلطة، لذا خوفا من تقاسم السلطة معه، حاول إسبارتيرو أن يعطي أودونيل وظيفة تكون بعيدة عن مدريد ماأمكن - وهذه المرة إلى كوبا. ولكن المحاولة فشلت ولم يتمكن من نقل زميله؛ وبدلا من ذلك استحوذ أودونيل على مقعد في حكومة إسبارتيرو وهي وزارة الحربية، بالرغم من تأثيره كان أكبر من منصبه.

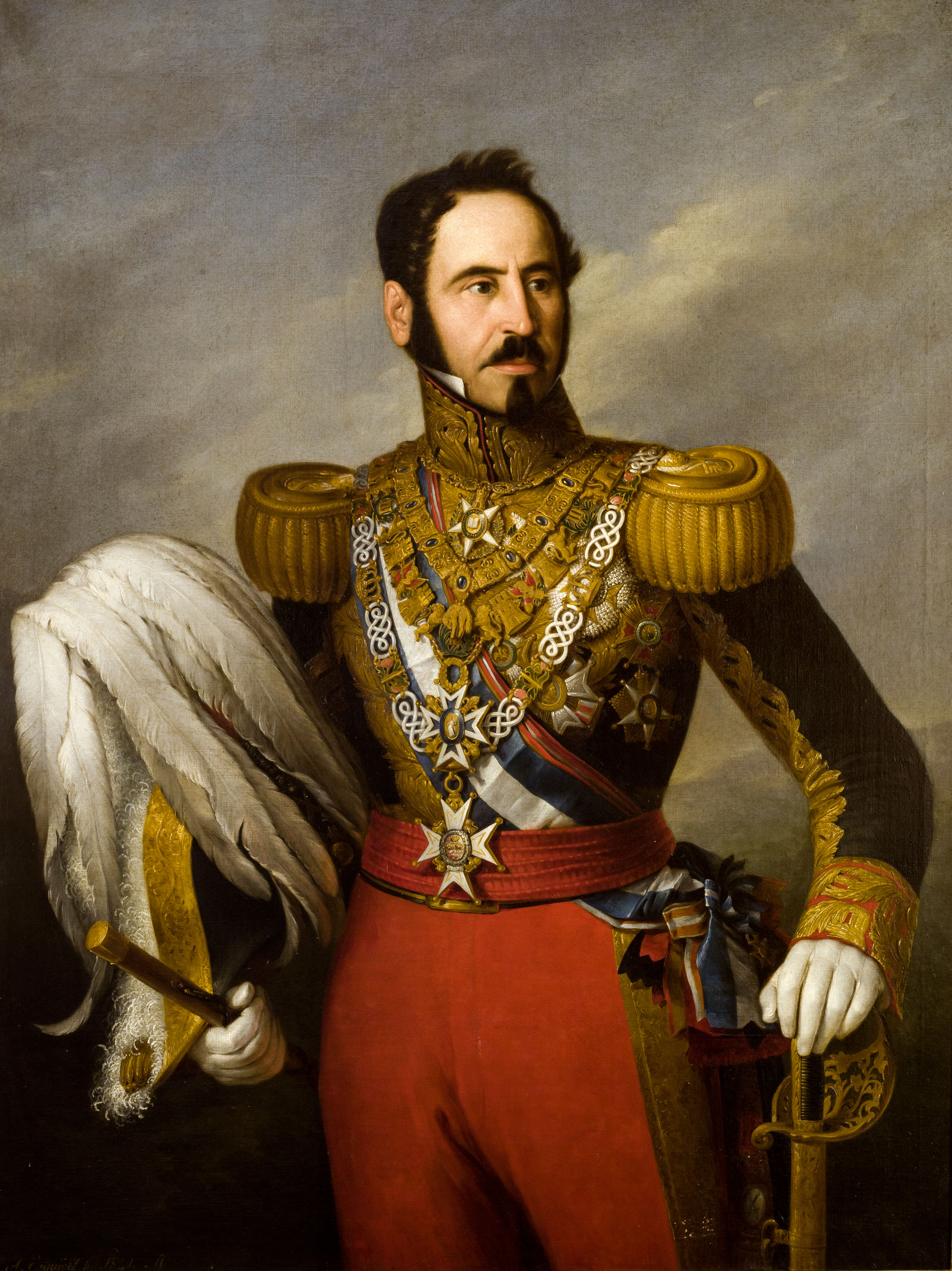
الجنرال بالدوميرو إسبارتيرو رئيس الحكومة الإسبانية. وهو زعيم التقدميين، حكم البلاد بدكتاتورية من 1840-1843 وأيضا من 1854-1856.

حاول الزعيمان اللذان أتيا إلى السلطة بشعبية هائلة أن يسويا خلافاتهما ويشكلا حزبا ائتلافيا تعبر خطوطه عن التقدمية-المعتدلة التي هيمنت وقيدت السياسة الإسبانية منذ الحرب في شبه الجزيرة. فقد حاول «الاتحاد الليبرالي» -كما كان يسمى- أن يرسم سياسة تقوم على التقدم في الصناعة والبنى التحتية والخدمات العامة، ومرونة وطنية حول القضايا الدستورية والاجتماعية.
حاول إسبارتيرو إعادة بناء الحكومة التقدمية بعد عشر سنوات من إصلاحات المعتدلين. وقد امضى إسبارتيرو معظم فترته بمحاولة إصدار دستور جديد كان ينوي استبداله بدستور الحكومة المعتدلة سنة 1845. إلا أن برلمان الكورتيس قد قاوم ذلك، مما يعني أن نهاية حكمه قد وصلت إلى طريق مسدود; فالتحالف الذي اعتمد عليه إسبارتيرو قد بني من كل من الليبراليين والمعتدلين كانوا مختلفين في الأساس بالسياسات وعلى أيديولوجية الدستور الجديد. وتضمن دستور إسبارتيرو نصوصا لحرية الدين وحرية الصحافة والأهم من ذلك فقد أصبح الاقتراع أكثر حرية عما كان يسمح فيه دستور 1845. ولكن قبل أن يتم تمرير الدستور، وافق إسبارتيرو على مشروع باسكوال مادوث لمصادرة الأراضي المشاع في إسبانيا (مصادرة الأملاك العامة). وقد عارض الخطة بقوة ليس فقط من المعتدلين في الكورتيس، ولكن أيضا من الملكة نفسها والجنرال أودونيل. مما تسبب بانهيار تحالف إسبارتيرو-أودونيل، فاستقال إسبارتيرو وقامت الملكة بتسمية أودونيل رئيسا للحكومة. ولكنه أثبت أيضا عدم قدرته على العمل مع الحكومة بأي حال من الأحوال; فقد حاول التوفيق بين دستور إسبارتيرو مع دستور 1845، في تأكيد متجرد من السلطة أعلن أن دستور 1845 قد تم تعديله مع استثناءات محددة ومعينة، مع أو بدون موافقة الكورتيس. ولكن تلك الفعلة قد أطاحت بأودونيل. فلم يتمكن دستور 1856 من أن يرى النور.

## نهاية النظام القديم (1856–1868)

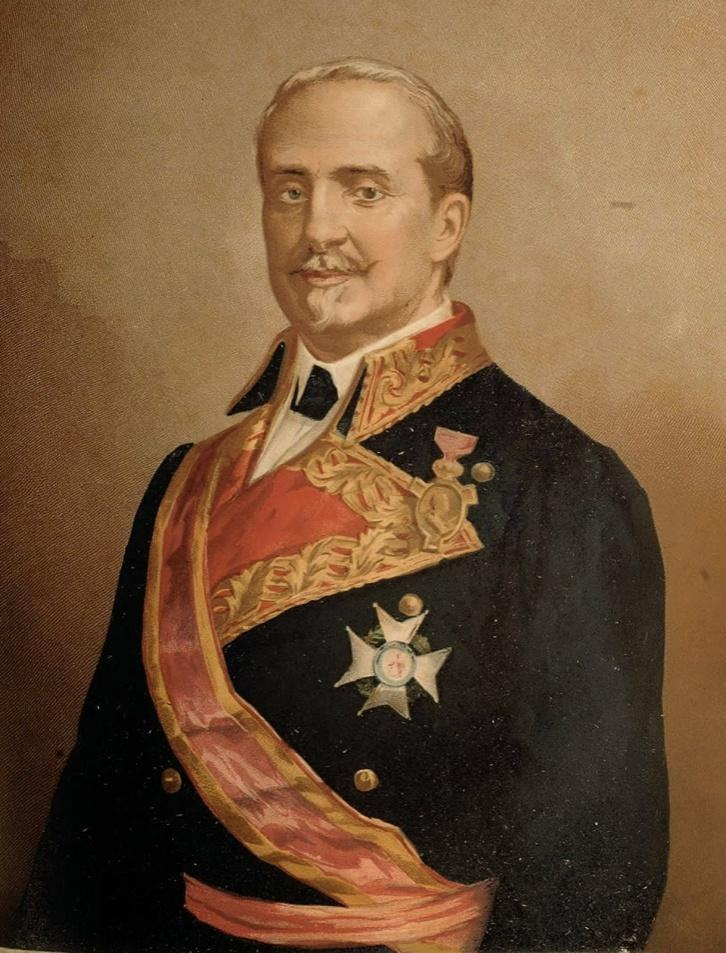
الجنرال ليوبولدو أودونيل ورئيس وزراء إسبانيا. وزعيم حزب الاتحاد الليبرالي في مجلس النواب في عهد إيزابيل الثانية وهو نتاج دمج التقدميين والمعتدلين التي من شأنها أن يتناوبوا في السلطة مع فصيل رامون نارفايس المعتدل.

عاد رمز الرجعية رامون ماريا نارفايس إلى الحكم مرة أخرى بعد أن رشحته الملكة لرئاسة الوزراء سنة 1856، وقد حولت استحسانها نحو المعتدلين. أما إسبارتيرو فقد أصيب بالمرارة والإحباط من الحياة السياسية، فاعتزل نهائيا واستقر في لوغرونيو. وقد ألغت حكومة نارفايس الجديدة جميع ماستطاع إسبارتيرو من إنجازه وهو في منصبه. فأعاد دستور 1845 في مجمله والتشريعات التي قدمها إسبارتيرو قد الغيت تماما في غضون أشهر. إلا أن الملكة ازاحته وعينت فرانسيسكو أرميرو بينياراندا المحافظ المعتدل ذو الطابع السلطوي أقل حدة فتولى الحكم في أكتوبر 1857. ومع ذلك فقد وجد بينياراندا أنه من الصعب بدون لمسة نارفايس السلطوية أن يمضي مجلس الكورتيس سياساته المحافظة مثلما كانت سياسات إسبارتيرو التقدمية. وقد انقسم فصيل المعتدل بحيث يفضل البعض مثالية اتحاد أودونيل الليبرالية. فأقالت إيزابيلا بينياراندا - لحفيظة المعتدلين - وأتت بفرانسيسكو خافيير إستوريز. ولكن إستوريز بالرغم من رضا إيزابيلا به افتقر إلى دعم الجناح المحافظ في الحكومة، حيث كان برافو موريللو يعارضه بشدة. وقد اشمئزت إيزابيلا من المعتدلين في كل أشكالهم؛ وكان فصيل أودونيل قادر على منح الاتحاد الليبرالي فرصة أخرى في سنة 1858.
استمرت حكومة أودونيل - وهي الأطول عمرا من كل حكومات إيزابيلا - ما يقرب من خمس سنوات قبل أن يطاح بها في 1863. حيث تمكن أودونيل في ردة فعل ضد التطرف الذي أتت به حكومة إسبارتيرو وحكومات المعتدلين التي تلته من سحب بعض النتائج من أوسط ائتلاف الاتحاد الليبرالي الفعال، فقد أجبر التقدميين والمعتدلين بالتصالح المنفعي، حيث استنفدتوا طاقتهم بسبب المشاحنات الحزبية. وقد نجحت وزارة أودونيل نجاحا يكفيها بإعادة الاستقرار إلى إسبانيا وجعلها قادرة على إبراز قوتها في الخارج، الأمر الذي ساعد في سحب الاهتمام الشعبي والسياسي بعيدا عن الكورتيس. ففي سنة 1858 انضمت إسبانيا إلى فرنسا في التدخل في الحملة الفرنسية إلى كوشين الصين فتبرعت ب 300 جندي فلبيني للمساهمة في الغزو. وأرسل التحالف حملة لدعم الحرب الفرنسية المكسيكية والامبراطور ماكسيميليان، وحملة إلى سانتو دومينغو، والأهم من ذلك، حملتهم الناجحة إلى المغرب والذي حقق لإسبانيا السلام المنشود بالإضافة إلى مناطق جديدة تحيط بأنحاء مضيق جبل طارق. وقد تولى أودونيل وهو رئيس الحكومة قيادة الجيش في هذه الحملة شخصيا، وقد أعطي بعدها لقب دوق تطوان (بالإسبانية: Duque de Tetuán) في 1860. ووقع اتفاقية جديدة مع الفاتيكان في 1859 بإمكانية إعادة مصادرة ممتلكات الكنيسة (desamortizaciones) قانونيا. أما عن يهود إسبانيا فقد أعلن خوان بريم أنه بإمكان اليهود العودة إلى الأراضي الإسبانية لأول مرة منذ مرسوم الحمراء الذي صدر سنة 1492، ولكن لايعرف إن كان ذلك في سنة 1858، أو أنه فعل ذلك سنة 1868 .

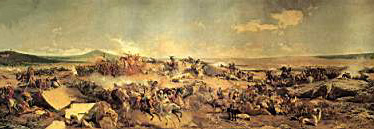
معركة تطوان بريشة ماريانو فورتوني. حيث أعلنت حكومة ليوبولدو أودونيل عن سلسلة من الحملات الناجحة في المغرب وفيتنام والمكسيك وسانتو دومينغو بداية عقد 1860

تمزق التحالف في سنة 1863 عندما فصلت خطوط التعصب القديمة وزارة أودونيل: فقد أثيرت قضية مصادرة ممتلكات الكنيسة مرة أخرى، مما أشعل العداء بين جناحي الاتحاد الليبرالي. فقد وجد المعتدلين الفرصة سانحة للهجوم على أودونيل لكونه شديد الليبرالية، ونجحوا في تأليب الملكة ومجلس الكورتيس ضده. فانهارت حكومته يوم 27 فبراير 1863.
ووقع المعتدلين فورا على التشريعات التي ألغاها أودونيل، إلا أن الوضع الاقتصادي في اسبانيا انعطف انعطافة نحو الأسوأ. عندما أثبت اليخاندرو مون عدم فاعليته، وهو الذي أنقذ الوضع المالي في إسبانيا في السابق، فتحولت إيزابيلا سنة 1864 نحو محاربها القديم رامون نارفايس للتأكد من أن الأمور لن تخرج عن نطاق السيطرة. هذا أغضب فقط التقدميين الذين كوفئوا على تحريضهم بتشكيل حكومة أخرى لأودونيل. فأعلن الجنرال خوان بريم انتفاضة كبرى ضد حكومة أودونيل ليستبق أي أحداث مستقبلية؛ ولكن أودونيل سحق التمرد بوحشية، مما أثار انتقادات مثل الانتقادات التي أطاحت بحكومة إسبارتيرو في السنوات السابقة. فاستمعت الملكة إلى رأي الكورتيس وأقالت أودونيل مرة أخرى وأعادت نارفايس الذي أقيل قبل عامين.
بدأ دعم نارفايس للملكة يفتر في ذلك الوقت. فقد أقيل من منصبه عدة مرات وشهد في حياته مايكفي من الحكومات التي أقالتهم الملكة، حتى بدا لديه وللكثيرين من أعضاء برلمان الكورتيس شكوكا قوية حول قدرتها على الحكم. وقد ظهر إجماع منذ 1854 بأن حزب الجمهوريون بدأ يزداد قوة وتمضي أحيانا خطوته مع حظوظ الاتحاد الليبرالي، ولكن بالواقع كان الاتحاد أحيانا يتحالف مع الجمهوريين في كورتيس.

## الثورة المجيدة (1868–1873)

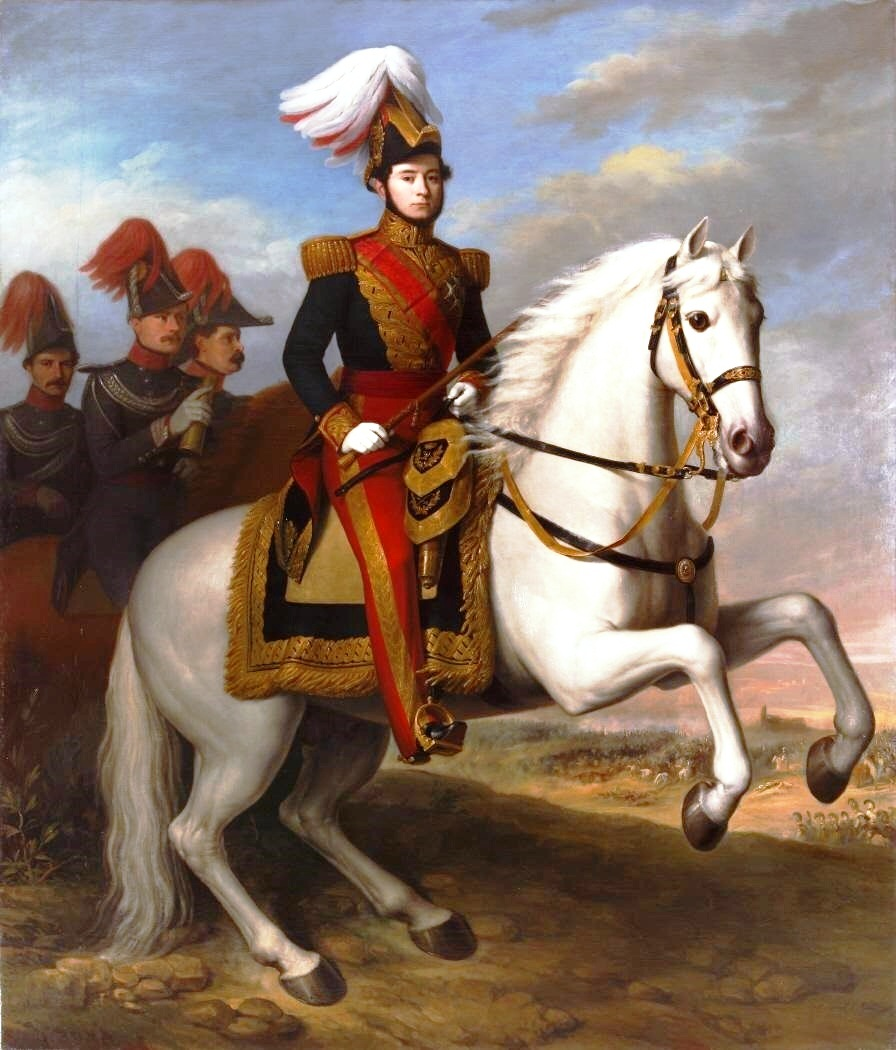
الجنرال خوان بريم مهندس ثورة 1868 ضد الملكة إيزابيل الثانية.

قاد خوان بريم تمردا في سنة 1866 وبعث إشارة إلى الليبراليين والجمهوريين الاسبان بأن الأوضاع في اسبانيا ستكون خطيرة إلا إذا أمكن تسخيرها بشكل صحيح. فعقد الليبراليون والجمهوريين المنفيين خارج إسبانيا اتفاقات في أوستند سنة 1866 وبروكسل في 1867. وهذه الاتفاقيات وضعت الإطار العام للانتفاضة الكبرى، تلك المرة ليس فقط لإزاحة رئيس الحكومة مع الليبراليين، ولكن للإطاحة بإيزابيلا نفسها، حيث بدأ يراها الليبراليون والجمهوريون الاسبان بأنها مصدر ضعف اسبانيا.
تسبب تردد الملكة المستمر بين الليبرال والمحافظين في سنة 1868 بغضب المعتدلين والتقدميين وأعضاء الاتحاد الليبرالي، ومن المفارقات أنها دعمت جبهة من الذين تتقاطع خطوطهم الحزبية. فأتى موت ليوبولدو أودونيل في 1867 ليتسبب بانحلال الاتحاد الليبرالي; فقد كان الكثير من مؤيديه قد تقاطعت خطوطهم الحزبية من أجل إنشاء الحزب في البداية، حيث انضموا إلى حركة متزايدة للإطاحة بإيزابيلا لصالح نظام أكثر فعالية.
انطلقت نقطة الصفر في سبتمبر 1868 عندما تمردت القوات البحرية تحت إمرة الأميرال خوان باوتيستا توبيتي في قادس - نفس المكان الذي أعلن فيه رافائيل ديل رييغو انقلابه ضد والد إيزابيلا قبل نصف قرن. وندد الجنرالان خوان بريم وفرانسيسكو سيرانو بالحكومة وانشق جزء كبير من الجيش وانضموا إلى جنرالات الثورة عند وصولهم إسبانيا. حاولت الملكة استعراض قوتها في معركة ألكوليا إلا أنها هزمت أمام الجنرال سيرانو. فأجبرت إيزابيلا على الخروج إلى منفاها في باريس واعتزلت السياسة الإسبانية، حيث بقيت حتى وفاتها سنة 1904.

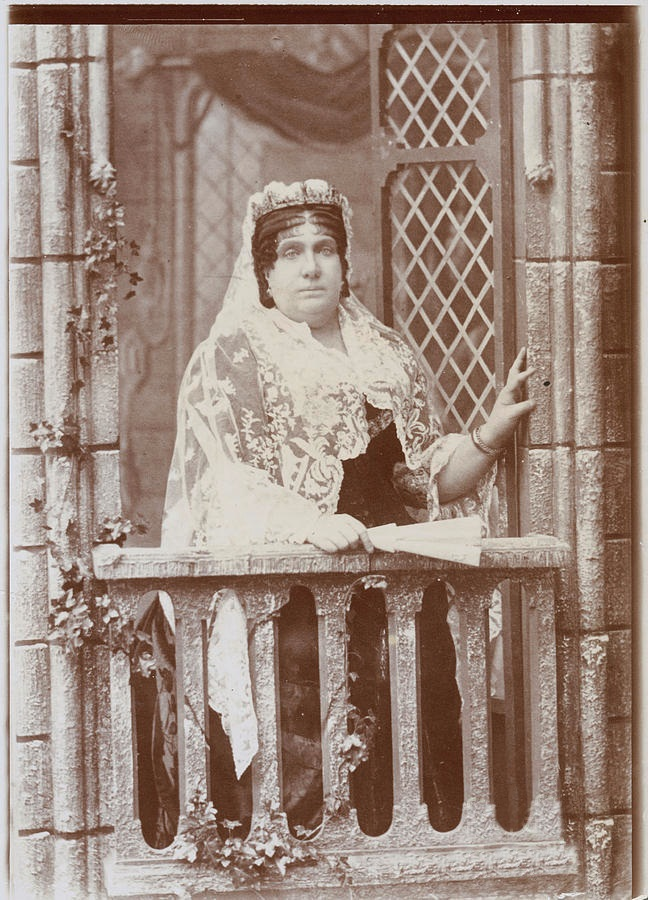
الملكة إيزابيل الثانية في منفاها في باريس

افتقرت النزعة الثورية إلى الاتجاه بمجرد أطاحتها بالحكومة الاسبانية؛ فقد واجه تحالف الليبراليين والمعتدلين والجمهوريين مهمة صعبة في ايجاد حكومة من شأنها أن تناسبهم بشكل أفضل من إيزابيلا. فمررت رئاسة الحكومة إلى فرانسيسكو سيرانو مهندس الثورة ضد دكتاتورية بالدوميرو إسبارتيرو. في البداية رفض الكورتيس فكرة الجمهورية. فعهدوا إلى سيرانو الوصاية في وقت أنطلقت عملية بحث عن ملك مناسب لقيادة البلاد. وقد كتب دستور ليبرالي حقيقي ووافق عليه مجلس الكورتيس في 1869. أثبت أن البحث عن ملك مناسب هي عملية إشكالية جدا للكورتيس. وكان أغلب الجمهوريون على استعداد لقبول العاهل إذا كان متمكنا ومتقيدا بالدستور. أما خوان بريم فهو المتمرد الدائم ضد الحكومات الإيزابيلية، فقد رشح ليرأس الحكومة في 1869 وقد نقل عنه قوله:«البحث عن عاهل ديمقراطي في أوروبا أشبه بمحاولة العثور على ملحد في الجنة». وكان أحد الخيارات هو العجوز إسبارتيرو الذي لا يزال لديه سطوة قوية بين التقدميين. حتى بعد أن رفض فكرة اختياره أن يكون عاهلا، إلا أنه نال ثمانية أصوات في تتويجه بالنتيجة النهائية.

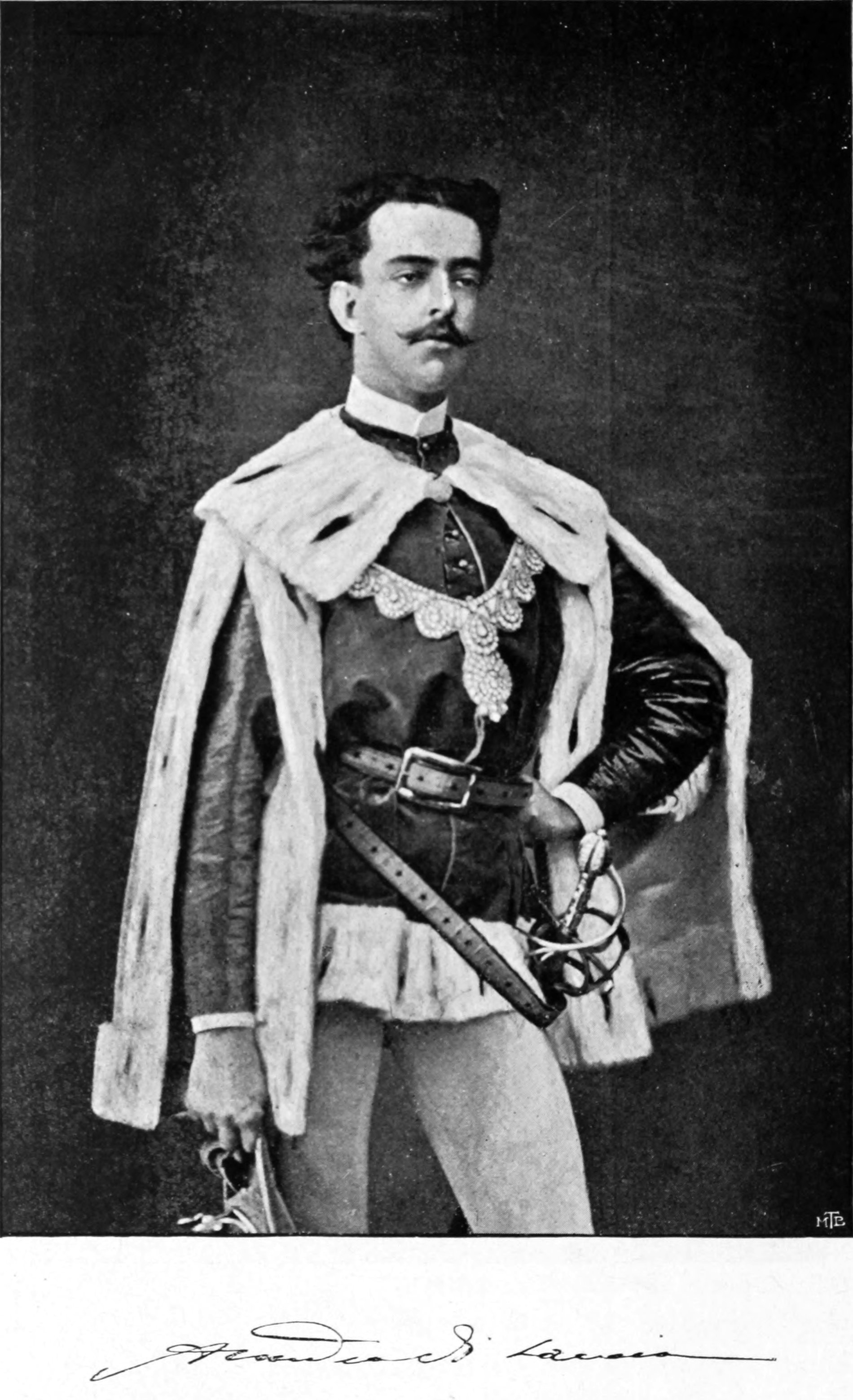
الملك أماديو الأول (1870-1873) انتخب بعد ثورة 1868 ضد إيزابيلا. تنازل بعد عامين، مماأدى إلى إنشاء الجمهورية الأولى.

طرح العديد اسم الشاب ألفونسو نجل الملكة إيزابيلا (وهو ملك المستقبل ألفونسو الثاني عشر)، إلا أن الكثيرون اعتقدوا بأنه قد تهيمن عليه والدته وأنه سوف يرث عيوبها. وأثير اسم الأمير فرناندو مؤسس بيت براغانزا-ساكس كوبرغ وغوتا الوصي السابق للبرتغال المجاورة، وهذا احتمال ممكن تداوله. وقد تم ترشيح اسم الأمير ليوبولد من هوهنتسولرن- سيغمارينغن إلا أن ذلك قد أدي إلى اندلاع الحرب الفرنسية البروسية.
وأخيرا في أغسطس 1870 تم ترشيح الأمير الإيطالي أماديو دوق أوستا من أسرة سافوي. وهو الابن الاصغر لملك إيطاليا فيتوريو إمانويلي الثاني، وكان أماديو أهون الشرور السياسية المزعجة مما سيجلبها كل من المدعي الألماني والفرنسي، وكانت أوراق اعتماده شديدة الليبرالية. وانتخب ملكا حسب الأصول باسم أماديو الأول يوم 3 نوفمبر 1870. ووصل قرطاجنة يوم 27 نوفمبر وهو نفس اليوم الذي اغتيل فيه خوان بريم عندما غادر مجلس الكورتيس. فأقسم أماديو عند جثمان الجنرال أنه سيحافظ على الدستور الاسباني.
واجهت أماديو مشكلة عندما استلم الحكم وهي أنه ليست لديه أي خبرة بها، وأن تجربة والده بحكم إيطاليا لم تكن تقدم له أي شيء مقارنة مع الحالة الاستثنائية التي تمر بها إسبانيا من عدم الاستقرار السياسي. فاصطدم أماديو مباشرة مع الكورتيس الذي ينظر إليه على أنه غريب، وحتى بعد أن انتخب ملكا للبلاد; فقد لعب معه السياسيين لعبة شد الحبل، فتارة يتآمرون معه وتارة أخرى ضده؛ حتى أتت انتفاضة الكارليين. وبالنهاية أعلن في فبراير 1873 أن الشعب الإسباني لايمكن حكمه، فتخلي عن العرش وترك المملكة بين الجمهوريين والكارليين يتقاتلون في جميع أنحاء البلاد.

## الأوضاع الاقتصادية والاجتماعية
كان لفقدان إسبانيا إمبراطوريتها الاستعمارية الواسعة قد حرمها الكثير من الثروات، فضعفت بسرعة وانخفض مستواها فأضحت واحدة من أفقر دول أوروبا وأقلها نموا. فأكثر من ثلاثة أرباع السكان أميون، ومستوى الصناعي بسيط باستثناء إنتاج النسيج في كاتالونيا. وبالرغم من أن إسبانيا تمتلك الحديد والفحم اللازمين للتنمية الصناعية، إلا أن أكثرها موجود في الشمال والشمال الشرقي وهناك صعوبة في نقله عبر سهل قاحل وشاسع في وسط الجزيرة الايبيرية. وازدادت الأمور سوءا لعدم وجود أنهار صالحة للملاحة، وشبكة الطرق بدائية جدا. فقام الصناعيين البريطانيين بتعليم الإسبان كيفية استخراج خام الحديد في حين قام البعض الآخر بدراسة إمكانية إقامة نظام السكك الحديدية. وبعد أن قام رائد السكك الحديدية جورج ستيفنسون بإجراء دراسة استقصائية لإسبانيا، علق قائلا: «أنا لم أر ما يكفي من الناس مثل هذا النوع يمكنهم أن يملئوا حتى قطار واحد.» ولكن بمرور الوقت تم بناء شبكة السكك الحديدية، بحيث أضحى منتشرا من مدريد إلى أرجاء إسبانيا، وتجاوز المراكز الرئيسية للموارد الطبيعية.
وأيضا عطلت الرسوم الجمركية المرتفعة في التنمية الإسبانية وخاصة الحبوب، فواردات الحبوب بالكاد أوقفت الزراعة الوطنية. فالمقاطعات الشرقية كانت تدفع تكاليف عالية لنقل الحبوب المحلية مع صعوبة شديدة عبر شبه الجزيرة في حين كانت الحبوب الإيطالية رخيصة ويمكن استيرادها بسهولة عبر السفن. على الرغم من أن أسبانيا كانت مصدِّر رئيسي للغزل والنسيج في الزمن الغابر، إلا أنها لم تتمكن من منافسة المنتجين البريطانيين وغيرهم وبحلول القرن 19، ومعظم صادراتها تتكون من المنتجات الزراعية. فقد كانت كاتالونيا المكان الوحيد للصناعات الكبرى في البلاد، ولكن تبقي قشتالة المركز السياسي والثقافي، إلا إذا كان هناك تغيير كبير.